# Leonardo DiCaprio
Leonardo Wilhelm DiCaprio (/diˈkæprioʊ/, /dɪ-/; tiếng Ý: [diˈkaːprjo]; sinh ngày 11 tháng 11 năm 1974) là một nam diễn viên và nhà sản xuất phim người Mỹ. Nổi danh qua những bộ phim tiểu sử và cổ trang, anh đã nhận được nhiều giải thưởng danh giá, bao gồm 1 giải Oscar, 1 giải BAFTA và 3 giải Quả cầu vàng. Tính đến  năm 2019, các tác phẩm của DiCaprio thu về hơn 7,2 tỷ USD trên toàn cầu và anh đã 8 lần góp mặt trong danh sách nam diễn viên có thu nhập cao nhất thế giới thường niên.
Sinh ra tại Los Angeles, DiCaprio bắt đầu sự nghiệp của mình vào cuối thập niên 1980 bằng việc góp mặt trong các quảng cáo trên truyền hình. Vào đầu những năm 1990, anh đã có các vai diễn định kỳ trong nhiều chương trình truyền hình khác nhau, chẳng hạn như bộ phim hài tình huống Parenthood, và có vai chính đầu tiên của mình khi hóa thân thành nhà văn Tobias Wolff trong This Boy's Life (1993). Anh nhận được sự hoan nghênh của giới phê bình cũng như được đề cử giải Oscar và giải Quả cầu vàng đầu tiên cho vai diễn cậu bé khuyết tật phát triển trong What's Eating Gilbert Grape (1993). DiCaprio trở thành ngôi sao quốc tế với các bộ phim tình cảm bất hạnh Romeo + Juliet (1996) và Titanic (1997). Sau khi Titanic trở thành phim có doanh thu cao nhất thời điểm đó, anh giảm bớt khối lượng công việc của mình trong vài năm. Trong nỗ lực thoát khỏi hình tượng anh hùng lãng mạn, DiCaprio đã tìm kiếm những vai diễn ở nhiều thể loại khác nhau, bao gồm các bộ phim tội phạm Catch Me If You Can (2002) và Gangs of New York (2002); Gangs of New York đánh dấu lần hợp tác thành công đầu tiên của anh với đạo diễn Martin Scorsese.
DiCaprio đã giành được đề cử Quả cầu vàng cho các vai diễn trong phim tiểu sử The Aviator (2004), phim chính trị giật gân Kim cương máu (2006), phim tâm lý tội phạm Điệp vụ Boston (2006) và phim chính kịch lãng mạn Khát vọng tình yêu (2008). Trong thập niên 2010, anh làm phim tài liệu về môi trường và thủ vai chính trong một số tác phẩm thành công của những đạo diễn nổi tiếng, bao gồm bộ phim hành động ly kỳ Inception (2010), phim viễn tây Hành trình Django (2012), phim tiểu sử Sói già phố Wall (2013), phim sinh tồn Người về từ cõi chết (2015)—vai diễn trong tác phẩm này mang lại cho anh giải Oscar cho nam diễn viên chính xuất sắc nhất—các bộ phim hài-chính kịch Chuyện ngày xưa ở... Hollywood (2019) và Đừng nhìn lên (2021), cùng với bộ phim hình sự miền viễn Tây Vầng trăng máu (2023).
DiCaprio là người sáng lập Appian Way Productions—một công ty sản xuất phim ảnh đã sản xuất một số bộ phim của anh và loạt phim tài liệu Greensburg (2008–2010)—và Quỹ Leonardo DiCaprio, một tổ chức phi lợi nhuận tập trung vào việc nâng cao nhận thức của công chúng về môi trường. Là Sứ giả Hòa bình Liên Hợp Quốc, anh thường xuyên ủng hộ các hoạt động thiện nguyện. Năm 2005, anh được trao tặng Huân chương Văn học Nghệ thuật Pháp hạng nhất (Commander of the Ordre des Arts et des Lettres) vì những đóng góp của anh cho nghệ thuật, và vào năm 2016, anh xuất hiện trong danh sách 100 người có ảnh hưởng nhất trên thế giới của tạp chí Time. Năm 2022, trong một cuộc khảo sát dư luận do tạp chí Empire tổ chức, DiCaprio được bình chọn là một trong 50 diễn viên vĩ đại nhất mọi thời đại.

## Thiếu thời và nền tảng diễn xuất
Leonardo Wilhelm DiCaprio sinh ngày 11 tháng 11 năm 1974 tại Los Angeles, California. Anh là con một của Irmelin Indenbirken, một thư ký pháp luật và George DiCaprio, một nghệ sĩ kiêm nhà phân phối truyện tranh ngầm; họ gặp nhau khi đang học đại học và chuyển đến sinh sống ở Los Angeles sau khi tốt nghiệp. Mẹ anh là người Đức còn cha anh là người gốc Ý và Đức. Ông ngoại của anh, Wilhelm Indenbirken, là người Đức, và bà ngoại của anh, Helene Indenbirken, là một người Nga nhập cư sống tại Đức. DiCaprio được nuôi dạy trong một gia đình theo Công giáo. Có những nguồn tin đã tuyên bố sai sự thật rằng bà ngoại của anh sinh ra ở Odesa, Ukraina; tuy nhiên không có bằng chứng nào cho thấy DiCaprio có bất kỳ người thân nào sinh ra tại Ukraina hoặc có huyết thống Ukraina.
Cha mẹ của DiCaprio đã đặt tên anh là Leonardo vì khi mẹ DiCaprio đang mang thai anh, lần đầu tiên bà cảm nhận được cú đạp của DiCaprio là khi đang ngắm một bức họa của Leonardo da Vinci tại viện bảo tàng Uffizi ở Florence, Ý. Khi DiCaprio được một tuổi, cha anh dọn ra khỏi nhà sau khi ông phải lòng một người phụ nữ khác. Vì cha mẹ anh muốn nuôi con cùng nhau, họ đã chuyển đến sống trong những ngôi nhà song sinh có sân vườn chung ở Echo Park, một khu vực ở Los Angeles. Cha DiCaprio sống cùng với bạn gái và con trai của bà, Adam Farrar, người mà DiCaprio đã phát triển mối quan hệ thân thiết khi cả hai lớn lên. DiCaprio và mẹ mình sau đó đã chuyển tới nhiều khu vực khác nhau, chẳng hạn như Los Feliz, trong khi đó bà làm nhiều công việc khác nhau để nuôi sống họ. Anh theo học tại trường trung học Los Angeles Center for Enriched Studies trong 4 năm trước khi chuyển đến trường tiểu học Seeds, rồi sau đó đăng ký vào học trường trung học John Marshall. DiCaprio sau này nói rằng anh ghét trường công lập và muốn thử sức với công việc diễn xuất. Do đó, anh đã bỏ học trung học rồi sau đó lấy chứng chỉ tương đương với bằng tốt nghiệp trung học.
DiCaprio từng cho biết rằng sự lựa chọn nghề nghiệp của anh khi còn nhỏ là trở thành một nhà sinh học biển hoặc một diễn viên. Cuối cùng, anh đã lựa chọn nghề diễn vì thích hóa thân thành các nhân vật và bắt chước người khác, đồng thời xem phản ứng của họ đối với diễn xuất của mình. Sự quan tâm của DiCaprio đến nghệ thuật trình diễn bắt đầu từ lúc hai tuổi, khi anh góp mặt và nhảy múa tự do tại một liên hoan biểu diễn, nhận được sự phản hồi tích cực từ đám đông. Anh cũng được truyền cảm hứng để học diễn xuất sau khi người anh kế của mình xuất hiện trong một quảng cáo trên truyền hình, trong đó Farrar kiếm được 50.000 USD. Trong các cuộc phỏng vấn, DiCaprio nói rằng lần xuất hiện trên truyền hình đầu tiên của anh là trong chương trình dành cho trẻ em Romper Room, nhưng anh đã bị đuổi khỏi chương trình vì gây rối. Tuy nhiên, người dẫn chương trình đã phủ nhận việc có bất kỳ đứa trẻ nào bị loại khỏi chương trình theo cách đó. Năm 14 tuổi, anh bắt đầu xuất hiện trong một số quảng cáo cho hãng xe đồ chơi Matchbox, mà anh gọi là vai diễn đầu tiên của mình. Sau đó, DiCaprio xuất hiện trong các quảng cáo của Kraft Singles, Bubble Yum và Apple Jacks. Năm 1989, anh thủ vai Glen trong hai tập của chương trình truyền hình The New Lassie.
Ở giai đoạn đầu sự nghiệp, DiCaprio gặp khó khăn trong việc tìm kiếm người đại diện. Khi anh tìm được một người đại diện phù hợp, người đó đề xuất DiCaprio đổi tên thành Lenny Williams để thu hút khán giả Mỹ, nhưng anh đã từ chối. DiCaprio đã không tìm được việc làm trong một năm rưỡi, ngay cả khi đã tham gia 100 buổi thử vai. Vì thất bại này, DiCaprio quyết định từ bỏ diễn xuất nhưng cha anh đã thuyết phục anh tiếp tục kiên trì với đam mê của mình. Với sự khích lệ từ người cha và sự đảm bảo về tài chính, anh tiếp tục thử vai; sau khi một người đại diện tài năng, có quen biết với bạn của mẹ anh, đã giới thiệu anh tới các đạo diễn, DiCaprio đã xuất hiện trong khoảng 20 quảng cáo. Vào đầu những năm 1990, DiCaprio bắt đầu thường xuyên đóng phim truyền hình, khởi đầu bằng một vai diễn trong bộ phim The Outsiders (1990) và một tập phim của bộ soap opera Santa Barbara (1990), trong đó anh vào vai một thiếu niên nghiện rượu. Triển vọng sự nghiệp của DiCaprio được cải thiện khi anh góp mặt trong Parenthood, một loạt phim truyền hình dựa trên bộ phim hài cùng tên năm 1989. Để chuẩn bị cho vai diễn Garry Buckman, một thiếu niên rắc rối, anh đã phân tích diễn xuất của Joaquin Phoenix trong bản phim gốc. Năm đó, DiCaprio đã mang về cho mình hai đề cử tại giải thưởng Nghệ sĩ trẻ lần thứ 12—Nam diễn viên trẻ xuất sắc nhất trong phim truyền hình ban ngày cho Santa Barbara và Nam diễn viên trẻ xuất sắc nhất trong phim truyền hình mới cho Parenthood. Vào khoảng thời gian này, anh tham gia chương trình trò chơi dành cho thiếu nhi mang tên Fun House và thực hiện một số pha biểu diễn, bao gồm bắt cá trong một chiếc hồ nước nhỏ chỉ bằng răng của mình.

## Sự nghiệp

### 1991–1996: Những tác phẩm đầu tiên và bước đột phá
DiCaprio ra mắt bộ phim đầu tay vào cuối năm đó với vai con trai riêng của một địa chủ vô lương tâm trong phần tiếp theo của bộ phim kinh dị kinh phí thấp Critters 3 – vai diễn mà anh mô tả là "một đứa trẻ bình thường, không có chiều sâu, khuôn mẫu tiêu chuẩn với mái tóc vàng". DiCaprio cho biết rằng anh không muốn nhớ đến Critters 3, xem đây "có thể là một trong những bộ phim tệ nhất mọi thời đại" và là loại vai mà anh không muốn đóng trong tương lai. Sau đó vào năm 1991, anh trở thành diễn viên định kỳ trong bộ phim hài tình huống Growing Pains, thủ vai Luke Brower, một cậu bé vô gia cư được gia đình chính của bộ phim nhận về nuôi. Bạn diễn Joanna Kerns nhớ lại rằng DiCaprio là người "đặc biệt thông minh và có lối diễn xuất ấn tượng hơn so với tuổi của mình" nhưng cô cũng lưu ý rằng anh thường rất hài hước và tinh nghịch trên phim trường, và hay trêu chọc các diễn viên đóng cùng mình. DiCaprio được nhà sản xuất lựa chọn nhằm thu hút sự quan tâm của khán giả nữ trẻ tuổi, nhưng sự xuất hiện của anh không cải thiện được chỉ số đánh giá (rating) của tác phẩm và anh rời đi trước khi phim kết thúc; anh nói: "Kịch bản mới là tồi tệ [...] Hoặc là tôi không có chút quyến rũ nào." Anh được đề cử cho giải thưởng Nghệ sĩ trẻ ở hạng mục Nam diễn viên trẻ xuất sắc nhất đóng vai chính trong một bộ phim truyền hình. DiCaprio cũng có một vai không được ghi ở danh đề trong một tập của Roseanne vào năm 1991.

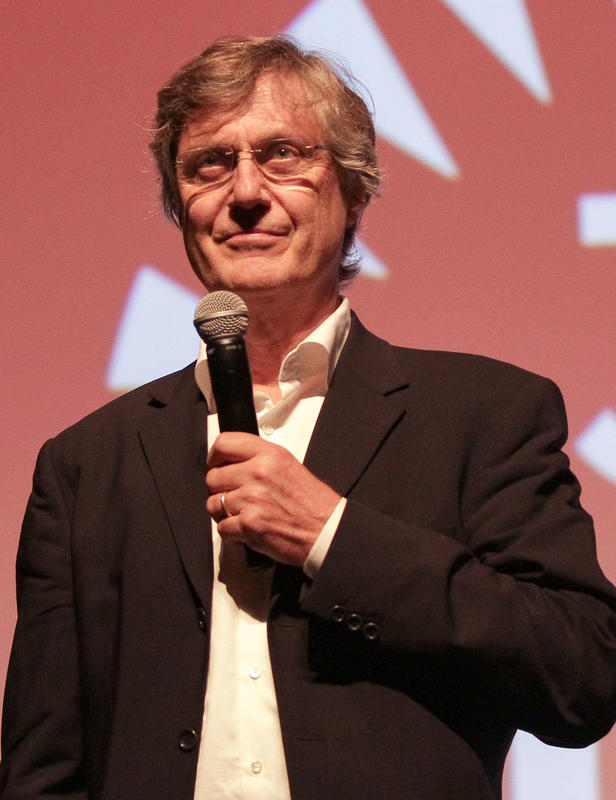
Lasse Hallström là đạo diễn của DiCaprio trong What's Eating Gilbert Grape (1993), với vai diễn này anh đã được đề cử giải Oscar đầu tiên

Năm 1992, DiCaprio có một vai ngắn trong phần đầu tiên của loạt phim Poison Ivy, và được Robert De Niro lựa chọn kỹ càng từ danh sách 400 diễn viên trẻ để đóng cùng ông trong This Boy's Life. Được chuyển thể từ cuốn hồi ký của Tobias Wolff, bộ phim tập trung vào mối quan hệ giữa cậu thiếu niên nổi loạn Toby (DiCaprio) với mẹ cậu (Ellen Barkin) và người cha dượng bạo hành (De Niro). Đạo diễn Michael Caton-Jones cho biết rằng DiCaprio không biết cách cư xử trên phim trường, khiến Caton-Jones phải áp dụng phong cách hướng dẫn nghiêm khắc, sau đó DiCaprio bắt đầu cải thiện hành vi của minh. Cây viết Bilge Ebiri của Rolling Stone nhận thấy rằng mối liên hệ mạnh mẽ giữa Barkin và DiCaprio đã nâng tầm giá trị của bộ phim, ca ngợi khả năng diễn xuất của DiCaprio khi thể hiện quá trình phát triển phức tạp của nhân vật từ một thiếu niên nổi loạn trở thành một thanh niên độc lập.
DiCaprio vào vai người em trai bị thiểu năng trí tuệ của nhân vật do Johnny Depp thủ vai trong What's Eating Gilbert Grape (1993), một bộ phim hài-chính kịch kể về một gia đình đầy rắc rối ở Iowa. Caton-Jones đã giới thiệu DiCaprio cho đạo diễn Lasse Hallström, nhưng ban đầu ông tỏ ra hoài nghi vì cho rằng DiCaprio quá đẹp trai để đảm nhận vai diễn này. Tuy nhiên, Hallström đã chọn DiCaprio sau khi anh nổi lên là người tham gia thử vai "tinh ý nhất". Để đảm bảo tính chân thật trong vai diễn của mình, DiCaprio đã nghiên cứu về những đứa trẻ bị khiếm khuyết tương tự và cách cư xử của chúng, Hallström đã tự do xây dựng nhân vật dựa trên những đặc điểm mà mình tự tìm hiểu. Bộ phim đã trở thành một thành công lớn về mặt chuyên môn. Ở tuổi 19, DiCaprio đã giành được giải thưởng Ủy ban Quốc gia về Phê bình Điện ảnh, cũng như được đề cử giải Quả cầu vàng và giải Oscar cho Nam diễn viên phụ xuất sắc nhất, khiến anh trở thành người trẻ tuổi thứ bảy được đề cử giải Oscar ở hạng mục này. Nhà phê bình điện ảnh Janet Maslin của New York Times viết rằng, "Bước ngoặt thực sự của bộ phim đến từ diễn xuất của DiCaprio, người đã khiến cho nhiều hành vi không tự chủ của Arnie trở nên sống động và bất ngờ đến mức khó chịu ngay ở lần đầu tiên xem. Màn hóa thân của anh ấy căng thẳng và tuyệt vọng từ đầu đến cuối phim." Một nhà phê bình điện ảnh khác cũng của The New York Times là Caryn James, đã nói về màn thể hiện của anh trong This Boy's Life và What's Eating Gilbert Grape: "Anh ấy đã biến sự thiếu thốn tình cảm, thô thiển của những cậu bé đó trở thành một thứ tự nhiên và mạnh mẽ."
Vai diễn đầu tiên của DiCaprio trong năm 1995 là ở tác phẩm miền viễn Tây The Quick and the Dead do Sam Raimi làm đạo diễn. Khi hãng Sony Pictures nghi ngờ về việc lựa chọn DiCaprio, bạn diễn Sharon Stone đã tự bỏ tiền túi ra để trả lương cho anh. Bộ phim được phát hành với thành tích phòng vé ảm đạm và nhận về nhiều ý kiến trái chiều từ các nhà phê bình. Tiếp đó, DiCaprio thủ vai Jim Carroll thời niên thiếu, một cầu thủ bóng rổ trung học nghiện thuốc và là một nhà văn mới chớm nở trong bộ phim tiểu sử The Basketball Diaries. Cũng trong năm 1995, DiCaprio đóng chung với David Thewlis trong bộ phim tình cảm Total Eclipse của đạo diễn Agnieszka Holland, một câu chuyện hư cấu kể về mối tình đồng giới giữa hai nhà thơ nổi tiếng người Pháp là Arthur Rimbaud (DiCaprio) và Paul Verlaine (Thewlis). Anh được đảm nhận vai Rimbaud sau khi River Phoenix qua đời trước khi bắt đầu ghi hình. Mặc dù bộ phim không thành công về mặt thương mại, nó vẫn được đưa vào danh mục của Warner Archive Collection, nơi phát hành các bộ phim cổ điển và phim cult từ thư viện của Warner Bros. trên nền tảng giải trí gia đình.
Sau đó, DiCaprio đóng cặp với Claire Danes trong Romeo + Juliet (1996) của đạo diễn Baz Luhrmann, một phiên bản hiện đại được rút gọn từ vở bi kịch lãng mạn của William Shakespeare, song vẫn giữ nguyên lời thoại gốc của Shakespeare. Ban đầu, DiCaprio không chắc chắn về việc tham gia một bản chuyển thể khác của Romeo và Juliet, nhưng sau khi nghe lời khuyên của cha, anh đồng ý xem xét kỹ càng hơn tác phẩm của Luhrmann. DiCaprio đã dành hai tuần cùng với Luhrmann để trao đổi ý tưởng và sau đó họ đã bắt đầu hợp tác. Romeo + Juliet đã đưa DiCaprio trở thành một diễn viên hàng đầu của Hollywood; theo nhà nghiên cứu điện ảnh Murray Pomerance, sự nổi tiếng đột phá của DiCaprio đã giúp bộ phim thu về lợi nhuận chỉ sau vài ngày phát hành. Nhìn lại những tác phẩm đầu tiên của DiCaprio, David Thomson của The Guardian nhận xét rằng DiCaprio là "một phát hiện bất ngờ" trong What's Eating Gilbert Grape, "rất cảm động" trong This Boy's Life, "đầy tuyệt vọng" trong The Basketball Diaries và "một tia sáng sống động" trong Romeo + Juliet. Bộ phim đã mang về cho DiCaprio giải Gấu bạc cho Nam diễn viên xuất sắc nhất tại Liên hoan phim Quốc tế Berlin 1997. Sau đó, DiCaprio thủ vai một thiếu niên bị đưa vào viện tâm thần trong Marvin's Room, một bộ phim gia đình kể về hai chị em xa cách, do Meryl Streep và Diane Keaton đóng, họ đoàn tụ sau một bi kịch. Anh vào vai Hank, cậu con trai gặp nhiều rắc rối của nhân vật mà Streep đóng. Lisa Schwarzbaum của Entertainment Weekly đã ca ngợi "DiCaprio có tài năng sâu sắc" khi anh chứng tỏ được sự xuất sắc của mình bên cạnh những minh tinh gạo cội như Keaton và Streep, mô tả cả ba là "rất sắc bén và cảm động đến mức bạn sẽ cảm thấy rất hào hứng khi được chứng kiến tài năng phi thường của họ".

### 1997–2001:Titanicvà sự công nhận toàn cầu
DiCaprio đã từ chối một vai trong Boogie Nights (1997) để đóng cùng Kate Winslet trong Titanic của đạo diễn James Cameron. Trong phim, họ vào vai thành viên của các tầng lớp xã hội khác biệt đã đem lòng yêu nhau trong chuyến hải trình đầu tiên xấu số của con tàu RMS Titanic. DiCaprio ban đầu lưỡng lự, nhưng sau đó anh được Cameron khuyến khích để tham gia dự án lần này. Với kinh phí sản xuất hơn 200 triệu USD, nó là tác phẩm điện ảnh đắt đỏ nhất trong lịch sử vào thời điểm đó, phim được ghi hình tại Rosarito, Baja California và một bản sao của con tàu được tạo ra tại đây. Titanic trở thành bộ phim có doanh thu cao nhất vào thời điểm đó, cuối cùng kiếm được hơn 2,1 tỷ USD doanh thu phòng vé trên toàn thế giới. Với vai diễn Jack Dawson, DiCaprio trở thành một siêu sao, được sự yêu mến nồng nhiệt của các cô gái tuổi teen và phụ nữ trẻ tuổi nói chung, đây được biết đến với tên gọi "Leo-mania." Bộ phim giành 11 giải Oscar—nhiều nhất đối với bất kỳ tác phẩm nào – bao gồm cả Phim hay nhất, tuy nhiên việc DiCaprio không được đề cử đã dẫn đến cuộc biểu tình phản đối Viện Hàn lâm Khoa học và Nghệ thuật Điện ảnh (AMPAS) của hơn 200 người hâm mộ. Anh được đề cử ở nhiều giải thưởng uy tín khác nhau, bao gồm giải Quả cầu vàng cho Nam diễn viên phim chính kịch xuất sắc nhất.

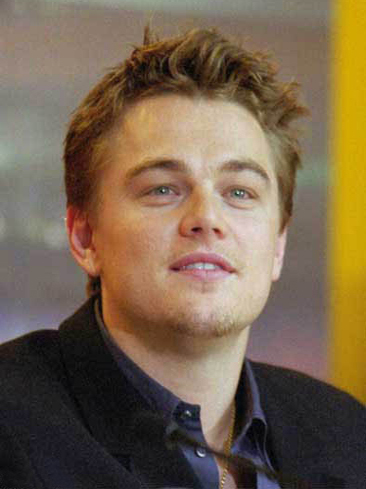
DiCaprio tại buổi họp báo ra mắt phim The Beach năm 2000

DiCaprio nói vào năm 2000: "Tôi cảm thấy không có mối liên kết nào với chính mình trong suốt giai đoạn bùng nổ hiện tượng Titanic và sự phổ biến của hình ảnh bản thân trên khắp thế giới [...] Tôi sẽ không bao giờ đạt đến mức độ nổi tiếng như vậy một lần nữa, và tôi cũng không mong đợi điều đó [...] Đó không phải là điều mà tôi sẽ cố gắng để đạt được." Trong bài báo của mình trên Rolling Stone vào năm 2015, Ebiri gọi vai diễn này là vai diễn xuất sắc nhất trong sự nghiệp của DiCaprio, viết rằng anh và Winslet "vô cùng chân thành trong cách thể hiện tình cảm giữa hai người, đến mức khán giả khó lòng có thể không bị cuốn hút vào chuyện tình định mệnh của họ." Một cây viết của Vanity Fair vào năm 2008 đã gọi họ là "cặp đôi màn ảnh nổi tiếng nhất của Hollywood" kể từ sau Humphrey Bogart và Ingrid Bergman. Trong bài viết về lần đầu xem phim của mình vào năm 2017, Alissa Wilkinson, cộng tác viên của Vox, đã chú ý đến "sức hút đầy nam tính" của DiCaprio và nhận thấy diễn xuất của anh trong phim "tự nhiên và không bị giả tạo." Thành công của Titanic đã củng cố vị thế của DiCaprio như một thần tượng tuổi teen và vai diễn nam chính lãng mạn, một hình ảnh mà anh muốn tách ra khỏi trong nhiều năm sau đó. Anh đã giảm bớt khối lượng công việc của mình "để học cách lắng nghe tiếng nói của [bản thân] trong việc lựa chọn những vai diễn" mà anh muốn theo đuổi.
DiCaprio có một vai ngắn nổi bật trong bộ phim châm biếm về sự nổi tiếng năm 1998 của Woody Allen, Celebrity. Ebiri nhận xét rằng DiCaprio "là điều tốt nhất trong bộ phim". Cùng năm, anh cũng đảm nhận hai vai diễn là vị vua độc ác Louis XIV và người anh sinh đôi bí ẩn, đầy cảm thông Philippe trong bộ phim The Man in the Iron Mask của đạo diễn Randall Wallace, có những yếu tố chung từ bộ phim cùng tên năm 1939 và bộ phim năm 1929 với sự góp mặt của Douglas Fairbanks. Bộ phim nhận phải nhiều đánh giá trái chiều và tiêu cực, nhưng vẫn thu về 180 triệu USD so với kinh phí chỉ 35 triệu USD. Nhà phê bình Owen Gleiberman của Entertainment Weekly đã cho rằng DiCaprio trông không đủ già để đóng vai này, nhưng khen ngợi anh là "một diễn viên tự nhiên và linh hoạt, với gương mặt của một thiên thần tinh nghịch." Alex von Tunzelmann của The Guardian cũng ấn tượng với diễn xuất của DiCaprio, nhưng cho rằng tài năng của anh bị lãng phí trong phim này. DiCaprio giành giải Mâm xôi vàng cho Cặp đôi tồi nhất trên màn ảnh rộng với vai diễn kép trong bộ phim.
Cũng trong năm 1998, DiCaprio được chọn đóng chính trong American Psycho với mức thù lao được đồn đoán lên tới 20 triệu USD; do những bất đồng về hướng làm phim với Oliver Stone, DiCaprio rút lui khỏi dự án và thay vào đó đảm nhận vai chính trong The Beach. Được chuyển thể từ cuốn tiểu thuyết năm 1996 của Alex Garland, kể về chuyến đi phượt đường dài của một du khách Mỹ do anh thủ vai đến một xã đảo bí mật ở Vịnh Thái Lan. Với kinh phí chỉ 50 triệu USD, bộ phim đã đạt doanh thu phòng vé gần gấp ba lần con số đó, nhưng nó bị giới phê bình đánh giá tiêu cực và mang về cho anh đề cử giải Mâm xôi vàng cho Nam diễn viên chính tồi nhất. Todd McCarthy của Variety cho rằng DiCaprio đã có màn thể hiện hết sức thuyết phục, nhưng nhân vật mà anh đóng thiếu những phẩm chất rõ ràng.
Vào giữa những năm 1990, DiCaprio đồng ý xuất hiện trong bộ phim ngắn đen trắng hầu như hoàn toàn dựa trên tình huống Don's Plum như một hành động ủng hộ đạo diễn triển vọng R. D. Robb. Khi Robb mở rộng dự án thành một bộ phim thời lượng dài, DiCaprio và bạn diễn Tobey Maguire đã phải đối mặt với việc bị cấm phát hành tại Hoa Kỳ và Canada theo quyết định của tòa án, do ý kiến cho rằng họ chưa có ý định thực sự sản xuất một bộ phim dài. Bộ phim được công chiếu tại liên hoan phim quốc tế Berlin lần thứ 51 vào năm 2001 nhưng vẫn chưa được biết đến rộng rãi.

### 2002–2009: Dấn thân vào lĩnh vực sản xuất phim

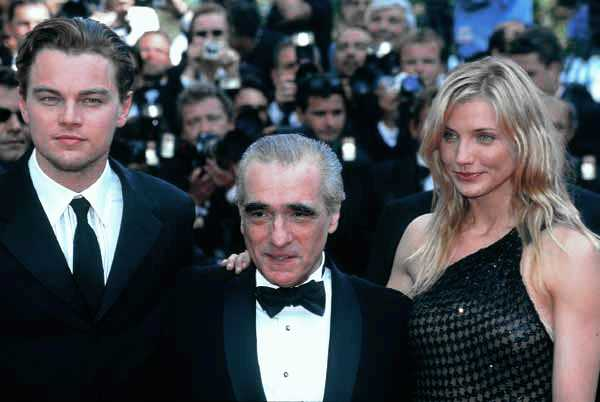
DiCaprio tham dự sự kiện quảng bá phim Gangs of New York cùng với Martin Scorsese và Cameron Diaz tại Liên hoan phim Cannes 2002

DiCaprio đã từ chối đảm nhận vai Anakin Skywalker trong Chiến tranh giữa các vì sao: Tập II – Sự xâm lăng của người Vô tính (2002), vì cảm thấy chưa sẵn sàng để "dấn thân" vào vai diễn này tại thời điểm đó. Tác phẩm đầu tiên của anh trong năm đó là bộ phim tiểu sử Catch Me If You Can, dựa trên cuộc đời của Frank Abagnale Jr., người trước sinh nhật tuổi 19 của mình đã lừa đảo hàng triệu USD bằng việc phạm tội gian lận séc vào những năm 1960. Được đạo diễn bởi Steven Spielberg, bộ phim được quay ở 147 địa điểm khác nhau trong 52 ngày, khiến nó trở thành "quá trình làm phim phiêu lưu và đầy năng lượng nhất" mà DiCaprio từng trải qua. Bộ phim nhận được sự hoan nghênh của giới phê bình và đạt doanh thu phòng vé toàn cầu là 355 triệu USD so với kinh phí 52 triệu USD, nó trở thành phim có doanh thu cao thứ hai của anh sau Titanic. Roger Ebert ca ngợi sự chuyển mình của nam tài tử khỏi những những nhân vật u ám và gặp nhiều vấn đề, hai nhà phê bình của Entertainment Weekly vào năm 2018 đã gọi đây là vai diễn hay nhất của DiCaprio, mô tả anh là người "hết sức thuyết phục, mưu mẹo, tình tứ và đôi khi bi thương—chúng tôi thách bạn tìm được một vai diễn nào hay hơn thế, nếu bạn có thể". DiCaprio đã nhận được đề cử Quả cầu vàng thứ ba cho vai diễn của mình trong Catch Me If You Can.
Cũng trong năm 2002, DiCaprio đóng vai chính trong Gangs of New York của đạo diễn Martin Scorsese, một bộ phim lịch sử lấy bối cảnh giữa thế kỷ 19 tại quận Five Points của thành phố New York. Ban đầu, Scorsese gặp khó khăn trong việc bán ý tưởng làm phim của mình cho nhà sản xuất cho đến khi DiCaprio bày tỏ sự quan tâm đến việc tham gia diễn xuất trong phim này, và nhờ đó Miramax Films đã quyết định tài trợ cho dự án. Tuy nhiên, quá trình sản xuất bộ phim gặp nhiều khó khăn do vượt quá ngân sách dự kiến và những mâu thuẫn giữa nhà sản xuất và đạo diễn, dẫn đến việc quay phim kéo dài tám tháng. Với kinh phí 103 triệu USD, đây là bộ phim đắt đỏ nhất mà Scorsese từng thực hiện. DiCaprio đã bị thu hút bởi vai diễn Amsterdam Vallon, thủ lĩnh trẻ tuổi cầm đầu một băng đảng xã hội đen người Mỹ gốc Ireland, bởi đó đánh dấu bước chuyển mình từ các vai "trẻ con" sang hình tượng người đàn ông trưởng thành. Gangs of New York thu về 193 triệu USD trên toàn thế giới và nhận được phản hồi tích cực từ giới phê bình. Anne Thompson của The Observer ghi nhận "màn thể hiện khiêm tốn, vững vàng" của DiCaprio, nhưng cảm thấy rằng bạn diễn Daniel Day-Lewis đã làm lu mờ anh.
Năm 2004, DiCaprio thành lập công ty sản xuất phim Appian Way Productions, được đặt theo tên một con đường tại Ý. Anh quan tâm đến việc tìm kiếm nguồn  liệu độc đáo và bảo tồn bản chất của nó trong quá trình phát triển, đề cập đến những trải nghiệm trước đó khi có quá nhiều người đã ảnh hưởng đến sản phẩm cuối cùng một cách tiêu cực. DiCaprio đảm nhận vai trò điều hành sản xuất cho The Assassination of Richard Nixon (2004), với sự tham gia của Sean Penn trong vai Samuel Byck, và được trình chiếu tại Liên hoan phim Cannes 2004. DiCaprio và Scorsese đã tái hợp để thực hiện một bộ phim tiểu sử về Howard Hughes, một đạo diễn phim và là nhà tiên phong trong lĩnh vực hàng không người Mỹ mắc chứng rối loạn ám ảnh cưỡng chế, trong The Aviator (2004), mà DiCaprio cũng đồng sản xuất dưới công ty Appian Way. Ban đầu, anh đã phát triển dự án này cùng với Michael Mann, nhưng Mann đã bị thay thế bởi Scorsese. The Aviator đã trở thành một thành công về cả mặt thương mại và chuyên môn, đạt doanh thu 213 triệu USD so với kinh phí 110 triệu USD. Simond Braund của tạp chí Empire đã đánh giá cao khả năng diễn xuất của DiCaprio trong vai Howard Hughes, đặc biệt là các phân cảnh phức tạp miêu tả tình trạng hoang tưởng và ám ảnh của nhân vật. Anh giành được giải Quả cầu vàng đầu tiên cho hạng mục Nam diễn viên phim chính kịch xuất sắc nhất cũng như nhận được đề cử giải Oscar, giải BAFTA và giải Nghiệp đoàn Diễn viên Màn ảnh.
Năm 2006, DiCaprio đóng vai chính trong bộ phim tội phạm Điệp vụ Boston và bộ phim giật gân chính trị Kim cương máu. Trong Điệp vụ Boston của Scorsese, DiCaprio vào vai Billy Costigan, một viên cảnh sát tình báo bí mật làm việc trong băng đảng Irish Mob ở Boston, người mà anh mô tả là "luôn trong tình trạng hoảng loạn liên tục suốt 24 tiếng". DiCaprio đặc biệt thích trải nghiệm làm việc cùng với bạn diễn Jack Nicholson, anh mô tả cảnh quay với ông là "một trong những khoảnh khắc đáng nhớ nhất" trong cuộc đời làm diễn viên của mình. Trước khi bắt đầu ghi hình, anh đã đến Boston để tiếp xúc với những người liên quan đến Irish Mob và tăng 15 pound (6,8 kg) cơ bắp để chuẩn bị cho vai diễn này. Được giới phê bình đánh giá cao, bộ phim đã kiếm được 291 triệu USD so với kinh phí 90 triệu USD, trở thành tác phẩm hợp tác có doanh thu cao nhất của DiCaprio và Scorsese tính đến thời điểm đó. Peter Travers của Rolling Stone ca ngợi diễn xuất của DiCaprio và bạn diễn Matt Damon là "bùng nổ, phức tạp về cảm xúc", nhưng cảm thấy rằng Nicholson đã làm lu mờ cả hai diễn viên này. Mặc dù đảm nhận vai chính trong Điệp vụ Boston, nhưng hãng phân phối phim Warner Bros. Pictures đã xem xét đề cử DiCaprio cho hạng mục Nam diễn viên phụ xuất sắc nhất tại giải Oscar nhằm tránh mâu thuẫn nội bộ với vai diễn của anh trong Kim cương máu. Nhưng thay vì vậy, bạn diễn Mark Wahlberg đã được đề cử cho giải này, mặc dù DiCaprio đã nhận được những giải thưởng khác cho Điệp vụ Boston, bao gồm giải Vệ tinh cho Nam diễn viên phụ xuất sắc nhất cũng như đề cử Nam diễn viên phim chính kịch xuất sắc nhất tại giải Quả cầu vàng và giải BAFTA.

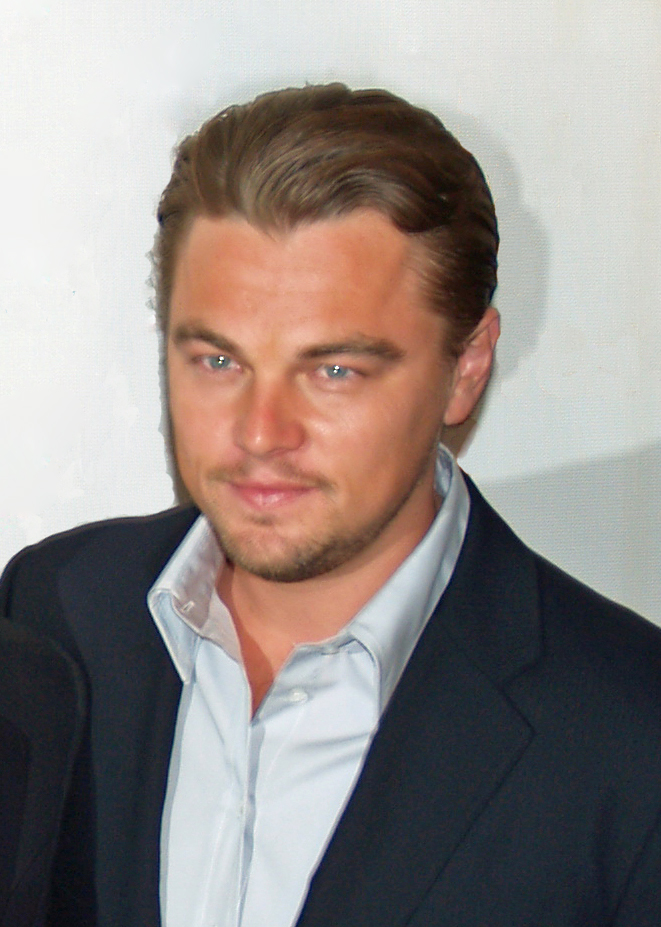
DiCaprio tại Liên hoan phim Tribeca 2007

Trong Kim cương máu, DiCaprio vào vai một tay buôn kim cương đến từ Rhodesia, người có liên quan tới cuộc nội chiến Sierra Leone. Trong khi ghi hình, anh đã làm việc với 24 trẻ mồ côi từ Làng trẻ em SOS tại Maputo, Mozambique và cho biết anh rất cảm động khi tiếp xúc với chúng. Để chuẩn bị cho vai diễn, DiCaprio đã đi tới châu Phi và ở lại đó 6 tháng nhằm học hỏi kỹ năng ngụy trang từ những người lính trong quân đội Nam Phi, phỏng vấn và ghi âm lời đối thoại của người dân trong nước để cải thiện giọng nói của mình. Bộ phim nhận được những đánh giá tích cực, DiCaprio được đánh giá cao về chất giọng Nam Phi của anh, một giọng được biết đến là khó để bắt chước. Claudia Puig của USA Today đã đánh giá cao sự chuyển mình của DiCaprio từ một cậu bé sang một người đàn ông trưởng thành trên màn ảnh, trong khi Ann Hornaday của The Washington Post cũng ghi nhận sự trưởng thành trong diễn xuất của anh kể từ Điệp vụ Boston. DiCaprio nhận được đề cử giải Oscar và giải Quả cầu vàng cho vai diễn trong Kim cương máu.
Năm 2007, DiCaprio sản xuất bộ phim hài Gardener of Eden, mà theo Frank Scheck của The Hollywood Reporter là "thiếu sự kịch tính cần thiết hoặc sự hài hước đen tối để thu hút khán giả". Cuối năm đó, anh sản xuất, đồng biên kịch và thuyết minh cho The 11th Hour, một bộ phim tài liệu nói về hiện trạng môi trường tự nhiên và đã giành được giải thưởng Earthwatch Environmental năm 2008. Appian Way của DiCaprio đã sản xuất loạt phim Greensburg (2008–2010), kéo dài 3 mùa. Lấy bối cảnh ở Greensburg, Kansas, phim nói về việc tái thiết lại thành phố theo hướng bền vững sau cơn bão EF5 vào tháng 5 năm 2007. Năm 2008, DiCaprio đóng vai chính trong Điệp vụ cá đuối, một bộ phim gián điệp dựa trên tiểu thuyết cùng tên. Anh vào vai một trong ba điệp viên chiến đấu chống lại một tổ chức khủng bố ở Trung Đông. Anh coi đây là một sự trở lại với các bộ phim chính trị của những năm 1970 như The Parallax View (1974) và Three Days of the Condor (1975), nên đã nhuộm tóc màu nâu và đeo kính áp tròng màu nâu cho vai diễn của mình. Bộ phim nhận được nhiều đánh giá trái chiều từ các nhà phê bình, và thu về 118 triệu USD so với kinh phí 67,5 triệu USD.
Cuối năm 2008, DiCaprio hợp tác với Kate Winslet trong bộ phim chính kịch Khát vọng tình yêu do chồng cô lúc đó là Sam Mendes làm đạo diễn. Bởi vì cả hai diễn viên đều không muốn đóng những bộ phim lãng mạn giống như Titanic, nên Winslet đã đề xuất rằng họ cùng tham gia một bộ phim chuyển thể từ cuốn tiểu thuyết cùng tên năm 1961 của Richard Yates. Sau khi đọc kịch bản của Justin Haythe, cô nhận thấy rằng cốt truyện không có nhiều điểm chung với bom tấn năm 1997. DiCaprio và Winslet thủ vai một cặp vợ chồng đang đối mặt với sự đổ vỡ hôn nhân vào những năm 1950, họ đã dành một thời gian để cùng nhau chuẩn bị cho vai diễn, và DiCaprio cảm thấy ngột ngạt vì không gian quay phim chật hẹp. DiCaprio coi nhân vật của mình là "không quả cảm", "hơi hèn nhát" và là người "sẵn sàng trở thành một sản phẩm của môi trường xung quanh". Peter Travers đánh giá cao cặp đôi DiCaprio và Winslet cùng với cách thể hiện đa chiều của DiCaprio với một nhân vật bị lấn át, còn Marshall Sella của tạp chí GQ gọi đó là "màn trình diễn trưởng thành và đáng nhớ nhất trong cuộc đời anh". DiCaprio đã giành được đề cử Quả cầu vàng lần thứ bảy cho bộ phim này. Khát vọng tình yêu thu về 75,9 triệu USD so với kinh phí 35 triệu USD. Anh kết thúc thập niên 2000 bằng việc sản xuất bộ phim kinh dị tâm lý Đứa trẻ mồ côi (2009) của đạo diễn Jaume Collet-Serra, với sự tham gia diễn xuất của Vera Farmiga (bạn diễn của anh trong Điệp vụ Boston), Peter Sarsgaard và Isabelle Fuhrman. Mặc dù bộ phim nhận được nhiều ý kiến trái chiều nhưng nó đã đạt được thành công về mặt thương mại.

### 2010–2013: Các bộ phim hợp tác cùng những đạo diễn hàng đầu
DiCaprio tiếp tục hợp tác với Scorsese trong bộ phim tâm lý kinh dị Đảo kinh hoàng năm 2010, dựa trên cuốn tiểu thuyết cùng tên năm 2003 của Dennis Lehane. Anh đóng vai Edward "Teddy" Daniels, một viên cảnh sát trưởng đang điều tra một trại tâm thần nằm trên một hòn đảo, anh bắt đầu nghi ngờ về sự minh mẫn của bản thân. DiCaprio và Scorsese bắt đầu quan tâm đến dự án này từ năm 2007 và DiCaprio đã đồng sản xuất bộ phim cùng với Phoenix Pictures thông qua Appian Way. Vì những phân cảnh kinh dị trong phim, DiCaprio đã gặp ác mộng về vụ giết người hàng loạt trong quá trình sản xuất và đã suy nghĩ đến việc thư giãn cùng bạn bè hoặc tìm liệu pháp trị liệu tâm lý. Tác phẩm được phát hành với nhiều ý kiến trái chiều; Peter Bradshaw của The Guardian đánh giá cao năng lực đạo diễn của Scorsese và diễn xuất của các diễn viên trong phim, song ông chỉ trích cái kết bất ngờ của bộ phim. Peter Travers gọi đây là "màn trình diễn đáng sợ và phức tạp về cảm xúc nhất của DiCaprio cho đến thời điểm này", và đặc biệt yêu thích cảnh quay trong hang động giữa anh với bạn diễn Patricia Clarkson. Bộ phim thành công về mặt thương mại, thu về 294 triệu USD trên toàn thế giới so với kinh phí 80 triệu USD.

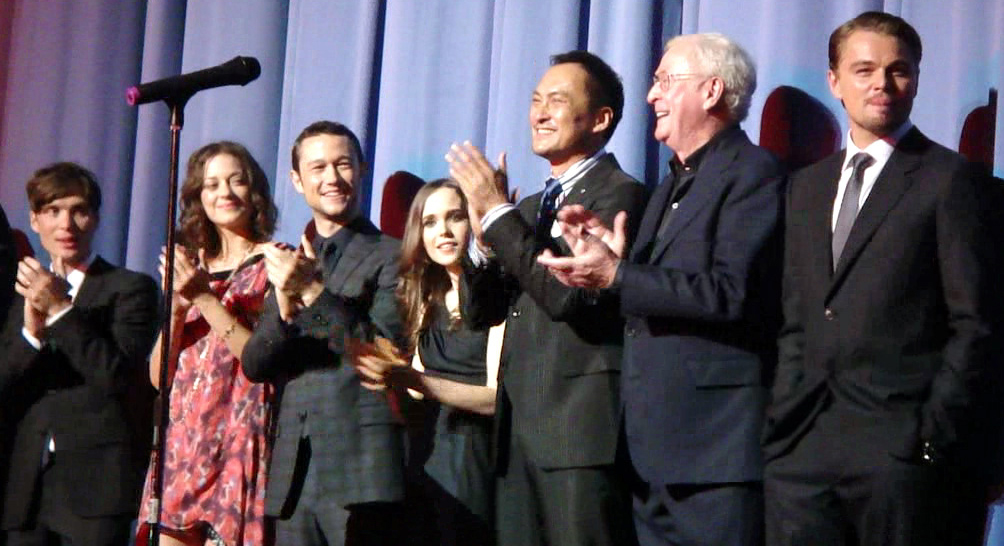
DiCaprio (đầu tiên từ phải sang) cùng dàn diễn viên Inception tại buổi ra mắt phim vào năm 2010

Vai diễn thứ hai của DiCaprio trong năm 2010 là ở bộ phim khoa học viễn tưởng Inception của Christopher Nolan, nhận được nhiều lời khen ngợi từ giới phê bình. Lấy cảm hứng từ trải nghiệm về giấc mơ sáng suốt và sự ấp ủ giấc mơ, bộ phim kể về Dom Cobb (DiCaprio), một "người trích xuất" thâm nhập vào giấc mơ của người khác để thu thập thông tin mà không thể tiếp cận được bằng cách thông thường. Cobb được hứa hẹn sẽ có cơ hội trở lại cuộc sống cũ của mình nếu đồng ý gieo một ý tưởng vào đầu mục tiêu là một tập đoàn kinh doanh. DiCaprio đã bị cuốn hút với ý tưởng về "đánh cắp giấc mơ" cũng như khả năng nhân vật của anh thao túng thế giới trong mơ và tác động đến cuộc sống thực của mình. Được sản xuất với kinh phí 160 triệu USD, nó đã thu về 836 triệu USD trên toàn cầu, trở thành bộ phim có doanh thu cao thứ hai của DiCaprio. Để tham gia diễn xuất trong bộ phim này, DiCaprio đã đồng ý cắt giảm mức thù lao 20 triệu USD quen thuộc của mình và thay vào đó chọn lấy một phần lợi nhuận từ tổng doanh thu ngày đầu tiên, điều này cho phép anh được hưởng một phần trăm doanh số từ việc bán vé xem phim. Quyết định đầy rủi ro trên đã mang lại thành quả khi DiCaprio kiếm được tới 50 triệu USD từ tác phẩm, trở thành khoản thù lao cao nhất trong sự nghiệp của tài tử tính đến thời điểm đó.
DiCaprio vào vai J. Edgar Hoover trong J. Edgar (2011) của đạo diễn Clint Eastwood. Là một tác phẩm tiểu sử xoay quanh cuộc đời của Hoover, phim tập trung vào sự nghiệp của ông trong vai trò giám đốc FBI, đồng thời khai thác sâu hơn về đời tư của nhân vật này, bao gồm cả những đồn đoán về việc ông là một người đồng tính khép kín. Các nhà phê bình cho rằng bộ phim thiếu tính thống nhất, nhưng đều tán dương diễn xuất của DiCaprio. Roger Ebert ca ngợi tài năng của DiCaprio đã mang tới sự sâu sắc và tinh tế cho nhân vật, cho rằng diễn xuất của DiCaprio đã truyền tải được những khía cạnh trong tính cách của Hoover mà có lẽ ngay cả chính ông còn chưa nhận ra. Cũng trong năm 2011, anh sản xuất bộ phim kinh dị lãng mạn Cô bé quàng khăn đỏ của Catherine Hardwicke. Mặc dù bị tạp chí Time xếp vào danh sách mười bộ phim tệ nhất năm 2011, tác phẩm vẫn đạt được doanh thu ở mức trung bình. Cùng năm đó, Appian Way của DiCaprio đã sản xuất bộ phim chính trị The Ides of March của George Clooney, chuyển thể từ vở kịch năm 2008 Farragut North của Beau Willimon.
Năm 2012, DiCaprio đóng vai chủ đồn điền Calvin Candie trong bộ phim viễn Tây Ý của Quentin Tarantino, Hành trình Django. Sau khi đọc kịch bản, DiCaprio cảm thấy không thoải mái với mức độ phân biệt chủng tộc được miêu tả trong phim, nhưng các bạn diễn và Tarantino đã thuyết phục anh không nên phủ nhận điều đó. Trong quá trình quay phim, DiCaprio vô tình cắt tay vào một miếng thủy tinh, nhưng anh vẫn tiếp tục ghi hình. Tarantino đã quyết định sử dụng phân đoạn đó trong sản phẩm cuối cùng. Bộ phim đã nhận được sự hoan nghênh của giới phê bình; một cây bút của tạp chí Wired đã đánh giá cao việc DiCaprio đóng vai phản diện và cho rằng màn hóa thân của anh "đáng sợ đến lạnh sống lưng". Tác phẩm đã mang về cho DiCaprio một đề cử giải Quả cầu vàng cho Nam diễn viên điện ảnh phụ xuất sắc nhất. Hành trình Django đã mang về 425 triệu USD trên toàn thế giới với kinh phí sản xuất là 100 triệu USD.
Vào tháng 1 năm 2013, DiCaprio cho biết anh sẽ tạm nghỉ đóng phim trong một thời gian dài để "đi khắp thế giới và làm việc có ích cho môi trường". Năm đó, anh tham gia vào bốn bộ phim với vai trò diễn viên và nhà sản xuất. Vai diễn đầu tiên của anh là vai triệu phú Jay Gatsby trong Đại gia Gatsby của Baz Luhrmann, chuyển thể từ cuốn tiểu thuyết cùng tên của F. Scott Fitzgerald xuất bản năm 1925, Carey Mulligan và Tobey Maguire đóng cùng với anh. DiCaprio thích ý tưởng vào vai một người đàn ông đã hiện thực hóa trí tưởng tượng của mình, nhân vật mà anh miêu tả là "một kẻ lãng mạn tuyệt vọng, một gã lập dị bị ám ảnh hoàn toàn hoặc một tên côn đồ nguy hiểm, bám theo sự giàu có". Bộ phim nhận về nhiều đánh giá trái chiều từ các nhà phê bình, nhưng diễn xuất của DiCaprio đã được khen ngợi và mang về cho anh giải thưởng AACTA cho Nam diễn viên chính xuất sắc nhất. Nhà phê bình Rafer Guzman của Newsday viết rằng DiCaprio không chỉ "mạnh mẽ [...] mà còn yếu đuối, cảm động, hài hước, giả tạo, là một con người thực sự. Đó là một diễn xuất tuyệt vời, đạt được nhờ sự nỗ lực không ngừng." Matt Zoller Seitz trên trang web của Roger Ebert đã mô tả diễn xuất của anh là "hiệu ứng đặc biệt đơn giản và tuyệt vời nhất của bộ phim" và "mang tính biểu tượng—có lẽ là màn hóa thân xuất sắc nhất trong sự nghiệp của DiCaprio". Bộ phim thu về 353 triệu USD trên toàn thế giới, gấp hơn ba lần kinh phí làm phim. Ba tác phẩm khác do DiCaprio sản xuất dưới tên hãng phim Appian Way trong năm 2013—bộ phim kinh dị tội phạm Át chủ bài, mà nhà phê bình Xan Brooks của The Guardian miêu tả là "một bộ phim tệ hại lười biếng, chẳng có gì thực sự đặc sắc"; bộ phim giật gân thất bại về mặt doanh thu Đi tìm công lý; và bộ phim hài kịch đen Sói già phố Wall.
DiCaprio và Scorsese tái hợp lần thứ năm trong Sói già phố Wall, một bộ phim dựa trên cuộc đời của nhà môi giới chứng khoán Jordan Belfort (do DiCaprio thủ vai), người đã bị bắt giữ vào cuối thập niên 1990 vì tội gian lận chứng khoán và rửa tiền. DiCaprio muốn vào vai Belfort từ khi đọc cuốn tự truyện của ông và đã chiến thắng trong cuộc đấu thầu giành quyền sở hữu bản quyền cuốn hồi ký năm 2007 của Belfort cùng với Warner Bros. trước Brad Pitt và Paramount Pictures. Anh thích cách miêu tả trung thực và không biện minh của Belfort đối với những trải nghiệm thực sự của mình trong cuốn sách, và đã được truyền cảm hứng bởi cuộc khủng hoảng tài chính 2007–2008 để sản xuất bộ phim này. Sói già phố Wall nhận được nhiều đánh giá tích cực về sự hợp tác giữa Scorsese và DiCaprio. Todd McCarthy của The Hollywood Reporter khen ngợi DiCaprio vì đã khai thác tối đa tiềm năng của nhân vật mình đóng với một màn thể hiện thoải mái nhưng vẫn đầy chuyên nghiệp. Bộ phim đã giúp anh giành được giải Quả cầu vàng cho Nam diễn viên phim ca nhạc hoặc phim hài xuất sắc nhất và đề cử giải BAFTA cho Nam diễn viên chính xuất sắc nhất, cũng như đề cử giải Oscar cho Nam diễn viên chính xuất sắc nhất và Phim hay nhất.

### 2014–nay: Những phim tài liệu về môi trường và thành công tại các giải thưởng
DiCaprio là nhà sản xuất điều hành của Virunga, một bộ phim tài liệu năm 2014 của Anh kể về bốn người phải chiến đấu để bảo vệ những con khỉ đột núi cuối cùng trên thế giới khỏi chiến tranh và nạn săn bắt trộm. Bộ phim được công chiếu tại Liên hoan phim Tribeca vào tháng 4 năm 2014, và DiCaprio đã được đề cử giải Primetime Emmy cho Phim tài liệu hoặc Phim phi hư cấu Nổi bật 2015. Âm mưu về bò sữa: Bí mật của sự bền vững là một bộ phim tài liệu khác mà anh giữ vai trò nhà sản xuất điều hành trong năm đó—anh cũng tham gia vào phiên bản chỉnh sửa được phát hành độc quyền trên Netflix vào tháng 9 cùng năm. Bộ phim này khám phá tác động của ngành nông nghiệp chăn nuôi đến môi trường.

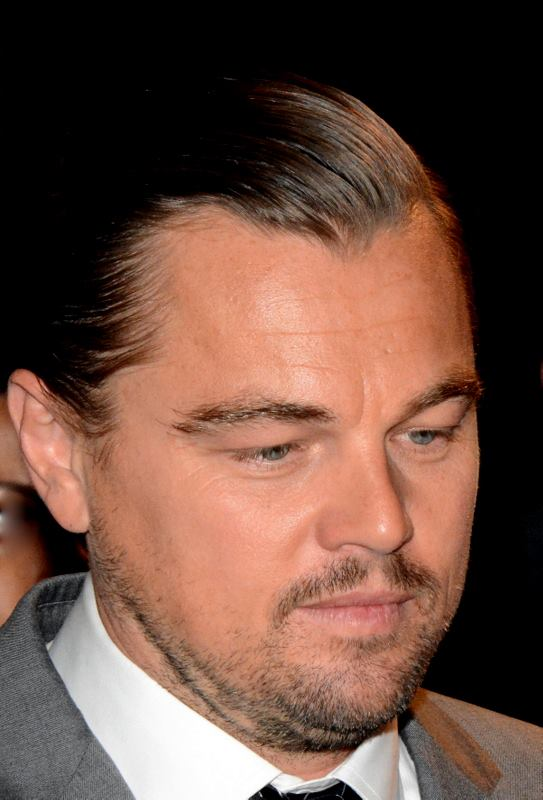
DiCaprio tại buổi ra mắt phim Người về từ cõi chết ở Pháp vào năm 2016

Năm 2015, DiCaprio sản xuất và thủ vai thợ săn lông thú Hugh Glass trong bộ phim kinh dị sinh tồn Người về từ cõi chết của Alejandro G. Iñárritu. DiCaprio đã gặp nhiều khó khăn trong vai diễn của mình; anh phải ăn một miếng gan bò rừng sống và ngủ trong xác động vật. Anh cũng học cách bắn súng hỏa mai, nhóm lửa, nói được hai ngôn ngữ của người Mỹ bản địa (Pawnee và Arikara) và áp dụng các phương pháp chữa bệnh cổ xưa. Với kinh phí sản xuất 135 triệu USD, bộ phim đã thu về 533 triệu USD trên toàn cầu. Người về từ cõi chết nhận được nhiều đánh giá tích cực đặc biệt là về diễn xuất của DiCaprio. Mark Kermode của The Guardian viết rằng DiCaprio đã tỏa sáng với phần diễn xuất tập trung vào thể hiện hành động hơn là lời nói, và Nick De Semlyen của tạp chí Empire nhận xét rằng anh đã nâng tầm giá trị của bộ phim. Bộ phim đã mang về cho DiCaprio nhiều giải thưởng, trong đó có giải Oscar, giải Quả cầu vàng, giải BAFTA, giải Nghiệp đoàn Diễn viên Màn ảnh và giải Lựa chọn của giới phê bình điện ảnh cho Nam diễn viên chính xuất sắc nhất. Trong ba năm tiếp theo, DiCaprio đã tham gia thuyết minh cho những bộ phim tài liệu và giữ vai trò nhà sản xuất cho các bộ phim thể loại khác. Năm 2016, anh đảm nhận vai trò nhà sản xuất điều hành cho bộ phim tài liệu Cuộc chiến ngà voi và Catching the Sun; cũng như sản xuất, dẫn chuyện và thuyết minh cho bộ phim tài liệu Before the Flood xoay quanh vấn đề biến đổi khí hậu. Anh cũng tham gia sản xuất bộ phim tội phạm Luật ngầm (2016), nhưng nó nhận được những đánh giá không mấy tích cực và không đủ để thu hồi lại kinh phí sản xuất 65 triệu USD của bộ phim. Các dự án sản xuất tiếp theo của anh là vào năm 2018—phim tâm lý kinh dị Delirium và phim phiêu lưu hành động thất bại về mặt doanh thu Robin Hood.
Sau khi sản xuất và thuyết minh cho bộ phim tài liệu về hiện tượng toàn cầu nóng lên năm 2019 Thềm băng rực cháy, DiCaprio trở lại với diễn xuất sau bốn năm tạm nghỉ trong bộ phim hài-chính kịch Chuyện ngày xưa ở... Hollywood của đạo diễn Quentin Tarantino, kể về mối quan hệ giữa Rick Dalton (DiCaprio), một diễn viên truyền hình đang trên đà xuống dốc và người đóng thế của anh, Cliff Booth (Brad Pitt). Để giúp đỡ cho vấn đề tài chính của bộ phim, DiCaprio và Pitt đã đồng ý cắt giảm lương và mỗi người được nhận 10 triệu USD. DiCaprio thích làm việc với Pitt, và Tarantino miêu tả hai ngôi sao này là cặp đôi thú vị nhất kể từ Robert Redford và Paul Newman. DiCaprio rất hứng thú với việc bộ phim tôn vinh Hollywood và tập trung vào tình bạn giữa nhân vật của anh và Pitt. Anh đã lấy cảm hứng từ trải nghiệm thực tế của mình khi chứng kiến những khó khăn và sự bị từ chối mà các đồng nghiệp của anh gặp phải trong ngành công nghiệp điện ảnh. Bộ phim ra mắt tại Liên hoan phim Cannes 2019, nơi các nhà phê bình đã ca ngợi diễn xuất của DiCaprio và Pitt. Một cây bút của Business Insider gọi đây là một trong những màn hóa thân xuất sắc nhất trong sự nghiệp của DiCaprio, và Ian Sandwell của Digital Spy đặc biệt  yêu thích phản ứng hóa học của bộ đôi này, tin tưởng rằng các cảnh họ đóng cùng nhau là một trong những phần hay nhất của bộ phim. DiCaprio đã nhận được đề cử cho giải Oscar, giải Quả cầu vàng, giải BAFTA và giải Nghiệp đoàn Diễn viên Màn ảnh cho Nam diễn viên chính xuất sắc nhất. Tác phẩm kiếm được 374 triệu USD so với kinh phí 90 triệu USD.

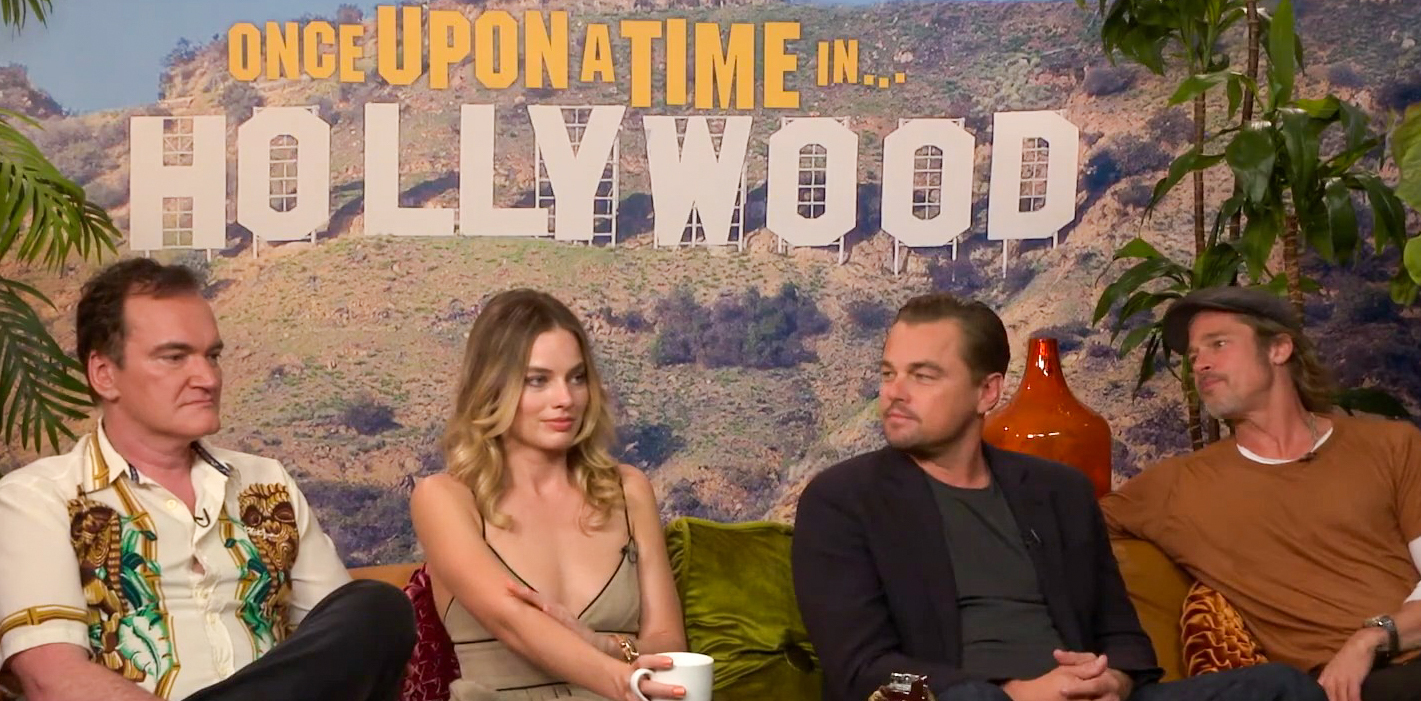
DiCaprio (thứ hai từ phải sang) trong buổi quảng bá phim Chuyện ngày xưa ở... Hollywood năm 2020 cùng với Quentin Tarantino, Margot Robbie và Brad Pitt

Năm 2020, DiCaprio đảm nhận vai trò nhà sản xuất điều hành cho The Right Stuff, một bộ phim truyền hình chuyển thể từ cuốn sách cùng tên năm 1973. Sau quá trình phát triển tại National Geographic, bộ phim được phát hành trên Disney+. Tháng 5 năm đó, DiCaprio có một vai trò nhỏ trong tập cuối của miniseries Michael Jordan: Mùa giải cuối cùng. Năm 2021, DiCaprio xuất hiện trong bộ phim hài châm biếm Đừng nhìn lên của Adam McKay. Trước khi đồng ý tham gia vai diễn, anh đã dành năm tháng để thay đổi kịch bản phim cùng với McKay. DiCaprio đóng cặp với Jennifer Lawrence trong vai hai nhà thiên văn học đang cố gắng cảnh báo nhân loại về ngôi sao chổi có thể hủy diệt hành tinh xanh, anh coi bộ phim này như một biểu tượng cho sự thờ ơ của thế giới đối với khủng hoảng khí hậu. Là một người thường xuyên ủng hộ chủ nghĩa môi trường, DiCaprio cho biết anh thường tìm kiếm cơ hội để tham gia và sản xuất những bộ phim đề cập đến những vấn đề liên quan tới môi trường, điều mà anh thấy khá khó khăn do mọi người không thể lắng nghe. Anh khen ngợi McKay vì đã làm ra một dự án mô phỏng cách con người sẽ phản ứng với một vấn đề nghiêm trọng từ góc độ chính trị, xã hội và khoa học. Mặc dù nhận về nhiều đánh giá trái chiều, hầu hết các nhà phê bình ca ngợi diễn xuất của DiCaprio và Lawrence; những nhà báo từ Digital Spy và NDTV ca ngợi sự hợp tác của họ là tràn đầy năng lượng và thú vị. DiCaprio được đề cử giải Quả Cầu vàng và giải BAFTA cho vai diễn trong bộ phim. Phim cũng đã xô đổ kỷ lục về số giờ xem trong một tuần (152 triệu giờ), xác lập một cột mốc mới trong lịch sử Netflix.
DiCaprio tiếp tục tham gia diễn xuất trong bộ phim tội phạm Vầng trăng máu (2023) của Scorsese dựa trên cuốn sách cùng tên của David Grann, anh được trả 30 triệu USD cho vai diễn này. Ban đầu, DiCaprio được ký hợp đồng để đảm nhận vai đặc vụ FBI Tom White, nhưng anh nhất quyết muốn đảm nhận vai Ernest Burkhart, cháu trai của tên sát nhân William Hale, một vai diễn phức tạp về mặt đạo đức, dẫn đến việc phải thay đổi kịch bản nhiều lần. David Ehrlich của IndieWire đã ca ngợi đây là màn hóa thân xuất sắc nhất trong sự nghiệp của DiCaprio, nhận xét rằng "diễn xuất tinh tế và không khoan nhượng của anh trong vai Ernest Burkhart đê tiện đã khai thác những khía cạnh mới mẻ từ sự khiêm nhường lâu nay của nam diễn viên". Anh đã nhận được một đề cử giải Quả cầu vàng cho diễn xuất của mình. DiCaprio sẽ tiếp tục đóng vai chính trong bộ phim sắp tới của Paul Thomas Anderson mang tên The Battle of Baktan Cross, bên cạnh sự góp mặt của Sean Penn và Regina Hall.

## Đón nhận và phong cách diễn xuất
Khi mới vào nghề, DiCaprio nổi tiếng vì hành động liều lĩnh và tham gia những bữa tiệc tưng bừng cùng với một nhóm sao nam được gọi là "the Pussy Posse" trong những năm 1990. Trong một bài viết nổi tiếng của New York Magazine xuất bản vào năm 1998, nhà báo Nancy Jo Sales đã chỉ trích nhóm này là những người đàn ông luôn "theo đuổi phụ nữ, gây gổ và không boa tiền cho cô hầu bàn". Trong một hoạt động không được tiết lộ, DiCaprio đã khiến bản thân và người bạn Justin Herwick suýt nữa mất mạng khi chiếc dù nhảy của anh không mở ra được, sau đó người hướng dẫn của nam tài tử đã phải sử dụng thiết bị khẩn cấp để cứu họ. Đáp lại, DiCaprio cho rằng anh thích làm những điều khiến mình thót tim. John McCain, người từng là Thượng nghị sĩ Hoa Kỳ đại diện cho Arizona, đã gọi anh là "một kẻ nhát gan và mông lung về giới tính". DiCaprio cảm thấy nhận thức của mọi người về mình đã bị phóng đại, anh cho biết: "Họ muốn bạn buồn bã, giống như họ. Họ không muốn những anh hùng; điều họ muốn là thấy bạn thất bại." Steven Spielberg, đạo diễn của anh trong Catch Me If You Can, đã bảo vệ danh tiếng của DiCaprio là một "chàng trai thích tiệc tùng", tin rằng đó là hành vi phổ biến của giới trẻ và mô tả anh là một người luôn hướng về gia đình trong quá trình sản xuất bộ phim. Cho rằng DiCaprio ý thức được danh tiếng của mình trước công chúng, Caryn James của The New York Times ca ngợi DiCaprio là một trong số ít diễn viên sử dụng danh tiếng của mình để thúc đẩy các hoạt động xã hội. Carole Cadwalladr của The Guardian nói rằng DiCaprio là người "lịch sự, quyến rũ, hay pha trò, giao tiếp bằng mắt. Và cách anh quản lý [...] để không hé lộ gần như bất cứ gợi ý nào về tính cách thực sự của mình."
DiCaprio nói về tình yêu của anh dành cho diễn xuất
DiCaprio được xem là một trong những diễn viên xuất sắc nhất trong thế hệ của anh. Trong một cuộc thăm dò dư luận năm 2022 do Empire tổ chức, anh được bình chọn là một trong 50 diễn viên vĩ đại nhất mọi thời đại. Tạp chí này ca ngợi sự sẵn sàng "đi đến tận cùng thế giới (thường theo nghĩa đen) của anh để thấu hiểu tâm lý nhân vật mà mình thể hiện". Colin Covert của The Seattle Times cũng cho rằng DiCaprio "định nghĩa lại ngôi sao điện ảnh" thông qua việc anh sẵn lòng đảm nhận những vai diễn khó khăn mà ít diễn viên cùng thời với anh có khả năng thực hiện. Kể từ khi đạt được danh tiếng toàn cầu với Titanic (1997), DiCaprio thừa nhận rằng anh cảm thấy lo lắng khi đóng vai chính trong những bộ phim kinh phí lớn do các chiến dịch tiếp thị và quảng bá rầm rộ của chúng. Là một diễn viên, anh coi điện ảnh như một "loại hình nghệ thuật có ý nghĩa, tương tự như một bức tranh hoặc tác phẩm điêu khắc. Một trăm năm nữa, mọi người vẫn sẽ xem bộ phim đó." Anh thường đóng các vai diễn dựa trên những con người và câu chuyện có thật trong các thời kỳ cụ thể. Theo Caryn James, DiCaprio không ngại làm việc với những đạo diễn nổi tiếng trong các dự án độc đáo; việc mạo hiểm như vậy đã khiến anh đóng vai chính trong những bộ phim thất bại như The Beach (2000), nhưng cũng đã đem lại thành công cho anh thông qua sự hợp tác với Martin Scorsese. DiCaprio đã mô tả mối quan hệ của anh với đạo diễn như một giấc mơ và ngưỡng mộ kiến thức của ông về điện ảnh, ghi nhận rằng Scorsese đã dạy anh về lịch sử cũng như tầm quan trọng của điện ảnh. Scorsese cũng đã nhận xét về khả năng của DiCaprio trong việc thể hiện cảm xúc trên màn ảnh. Jesse Hassenger của The A.V. Club cho rằng sự hợp tác giữa hai người—giúp họ mang về giải thưởng Nổi bật của Ủy ban Quốc gia về Phê bình Điện ảnh năm 2013—là những khoảnh khắc định hình lại sự nghiệp của cả hai và cũng quan trọng không kém sự hợp tác được đánh giá cao của Scorsese với Robert De Niro.
Tác giả Michael K. Hammond viết rằng DiCaprio đã xây dựng danh tiếng ngôi sao của mình bằng việc thể hiện khả năng diễn xuất của bản thân, đồng thời khen ngợi anh vì đã "khắc họa nhân vật trong khi che giấu bản thân diễn viên" và "biến mất vào vai diễn [của mình]". Theo Agnieszka Holland, đạo diễn của DiCaprio trong Total Eclipse (1995), DiCaprio là "một trong những diễn viên trưởng thành nhất" mà bà từng hợp tác và anh rất "dũng cảm" trong việc lựa chọn vai diễn. Holland nhận xét rằng anh không dựa vào phương pháp diễn xuất nhập tâm (method acting) mà dựa vào một thủ thuật cho phép anh thực sự "trở thành nhân vật". Meryl Streep, bạn diễn với DiCaprio trong Marvin's Room, cho biết anh thuộc kiểu người khó đoán, điều này khiến cho sự nghiệp của anh trở nên khó định hình, cuộc sống của anh trở nên bấp bênh và công việc của anh luôn hấp dẫn. Viết cho The Observer, nhà phê bình điện ảnh Philip French nhận thấy chủ đề xoay quanh việc trưởng thành của các nhân vật. Ông viết rằng khuynh hướng của DiCaprio đối với các bộ phim gia đình bất ổn và những nhân vật đang tìm kiếm người cha có thể ám chỉ đến tuổi thơ khó khăn của chính anh. DiCaprio thường đóng những nhân vật mà chính họ đang nhập vai, điều mà Caryn James nói rằng trông đơn giản trên màn ảnh nhưng đòi hỏi một mức độ diễn xuất phức tạp. Anh có xu hướng đóng những nhân vật phản anh hùng và mất đi sự ổn định tâm lý khi câu chuyện tiến triển, như nhận xét của Derek Thompson từ The Atlantic, người cũng lập luận thêm rằng DiCaprio đã thể hiện tốt nhất khi vào vai "những kẻ lừa đảo và gian lận, những kẻ dối trá hai mặt và lính đánh thuê".
Một số ấn phẩm truyền thông như People, Empire và Harper's Bazaar, đã liệt kê DiCaprio vào danh sách những nam diễn viên hấp dẫn nhất. Năm 1998, anh đã kiện tạp chí Playgirl vì dự định xuất bản một bức ảnh hoàn toàn khỏa thân của anh. Anh đã nói rằng bản thân không tin vào việc tập trung vào ngoại hình—vì điều này chỉ là tạm thời và có thể ảnh hưởng tiêu cực đến sự nghiệp của một người trong ngành công nghiệp này—và thay vào đó, anh đề cao sự bền vững trong sự nghiệp. Năm 2005, DiCaprio được Bộ trưởng Bộ Văn hóa Pháp trao tặng Huân chương Văn học Nghệ thuật Pháp hạng nhất (Commander of the Ordre des Arts et des Lettres) vì đóng góp của anh cho lĩnh vực nghệ thuật. Năm 2016, anh được tạp chí Time vinh danh là một trong 100 người có ảnh hưởng nhất trên thế giới. Anh góp mặt vào danh sách thường niên của Forbes về những diễn viên có thu nhập cao nhất thế giới năm 2008 và từ năm 2010 đến năm 2016 với thu nhập tương ứng là 45 triệu USD, 28 triệu USD, 77 triệu USD, 37 triệu USD, 39 triệu USD, 29 triệu USD và 27 triệu USD, và đã đứng đầu danh sách vào năm 2011. Tạp chí này đã ca ngợi ngợi khả năng của DiCaprio khi đóng những bộ phim táo bạo, được xếp nhãn R, nhưng vẫn thành công về mặt doanh thu phòng vé. The Hollywood Reporter cũng xếp anh là một trong 100 người quyền lực nhất ngành giải trí từ năm 2016 đến 2019. Một cây viết cũng từ tạp chí này đã đánh giá DiCaprio là một diễn viên hiếm hoi thành công "mà chưa từng tham gia vào bất kỳ bộ phim siêu anh hùng, phim gia đình hoặc thương hiệu nào trước đó. Bản thân Leo chính là thương hiệu." Stacey Wilson Hunt, trong một bài phân tích về sự nghiệp của tài tử trên New York Magazine vào năm 2016, ghi nhận rằng DiCaprio, không giống như hầu hết những người đồng nghiệp cùng thời, đã không tham gia vào bất kỳ bộ phim thất bại nào trong vòng mười năm trước đó. DiCaprio chia sẻ về thành công của anh, "Thái độ của tôi vẫn giống như khi tôi bắt đầu. Tôi cảm thấy rất gắn kết với cậu nhóc 15 tuổi đã được đóng bộ phim đầu tiên của mình."
DiCaprio đã đề cập Robert De Niro và James Dean là hai diễn viên yêu thích và có ảnh hưởng nhất đối với anh, nói rằng "Có rất nhiều diễn viên tuyệt vời mà tôi thực sự yêu mến, nhưng nếu tôi phải chọn hai người, từ các thế hệ khác nhau, thì đó sẽ là De Niro và James Dean". Khi được hỏi về màn thể hiện đọng lại trong anh nhiều xúc cảm nhất, DiCaprio đã trả lời: "Tôi nhớ rằng tôi đã vô cùng xúc động trước Jimmy Dean, trong East of Eden. Có điều gì đó rất chân thật và mạnh mẽ trong màn thể hiện này. Sự dễ bị tổn thương của ông ấy [...] sự lẫn lộn về quá khứ của ông ấy, nhận thức về bản thân của ông ấy, sự tuyệt vọng trong việc được yêu thương của ông ấy. Màn hóa thân đó đã làm tan nát con tim tôi."

## Các dự án khác

### Hoạt động
—DiCaprio trong bài phát biểu nhận giải tại giải Oscar lần thứ 88 vào năm 2016
Là một ngôi sao tích cực trong phong trào chống biến đổi khí hậu, DiCaprio tin rằng hiện tượng nóng lên toàn cầu là "thách thức môi trường hàng đầu" của thế giới. Anh được nhận giải thưởng Môi trường Martin Litton năm 2001 từ tổ chức Environment Now và giải Entertainment Industry Environmental Leadership Award năm 2003 từ Global Green USA. DiCaprio rất hứng thú với việc tìm hiểu về sinh thái học từ khi còn nhỏ, anh đã xem các bộ phim tài liệu về sự suy thoái rừng nhiệt đới, sự mất mát của các loài và môi trường sống. Năm 1998, anh thành lập Quỹ Leonardo DiCaprio, một tổ chức phi lợi nhuận nhằm nâng cao nhận thức về môi trường. Nó hỗ trợ các tổ chức và chiến dịch cam kết đảm bảo một tương lai bền vững cho hành tinh Trái Đất cũng như đã sản xuất những bộ phim tài liệu ngắn trên mạng như Water Planet và Global Warning. Quỹ cũng đã tài trợ cho các giao dịch trao đổi nợ lấy tài nguyên (debt-for-nature swap). Anh cũng là một người ủng hộ tích cực của nhiều tổ chức môi trường và là thành viên hội đồng quản trị của Tổ chức Bảo tồn Thiên nhiên Thế giới và Quỹ Phúc lợi Động vật Quốc tế.
DiCaprio sở hữu những chiếc xe điện hybrid thân thiện với môi trường. Tuy nhiên, việc anh sử dụng máy bay riêng và du thuyền lớn đã bị chỉ trích là đạo đức giả do lượng khí thải carbon lớn của chúng. Năm 2000, DiCaprio làm chủ trì lễ kỷ niệm quốc gia Ngày Trái Đất, tại đây anh phỏng vấn Bill Clinton và họ cùng nhau thảo luận về các kế hoạch đối phó với biến đổi khí hậu và môi trường. Anh cũng tham gia diễn trình tại chặng Mỹ của sự kiện Live Earth. DiCaprio đã quyên góp 1 triệu USD cho Hiệp hội bảo tồn Động vật hoang dã tại Hội nghị thượng đỉnh về hổ của Nga. Sự bền bỉ của DiCaprio trong việc tham dự sự kiện sau khi trải qua hai lần bị hoãn chuyến bay đã khiến Thủ tướng khi đó là Vladimir Putin mô tả anh là một "muzhik" hay "người đàn ông đích thực". Năm 2013, anh tổ chức một cuộc đấu giá nghệ thuật "11th Hour", quyên góp được gần 38,8 triệu USD cho quỹ của mình. Tháng 9 năm 2014, Tổng thư ký Liên Hợp Quốc Ban Ki-moon đã bổ nhiệm DiCaprio làm Sứ giả Hòa bình Liên Hợp Quốc, tập trung vào các vấn đề biến đổi khí hậu. Cuối tháng đó, anh có bài phát biểu khai mạc trước các thành viên tham dự Hội nghị về Biến đổi khí hậu của Liên Hợp Quốc. Năm 2015, anh thông báo ý định của mình về việc không đầu tư vào năng lượng hóa thạch. Anh một lần nữa phát biểu tại Liên Hợp Quốc vào tháng 4 năm 2016 trước khi ký kết Hiệp định Biến đổi khí hậu Paris.

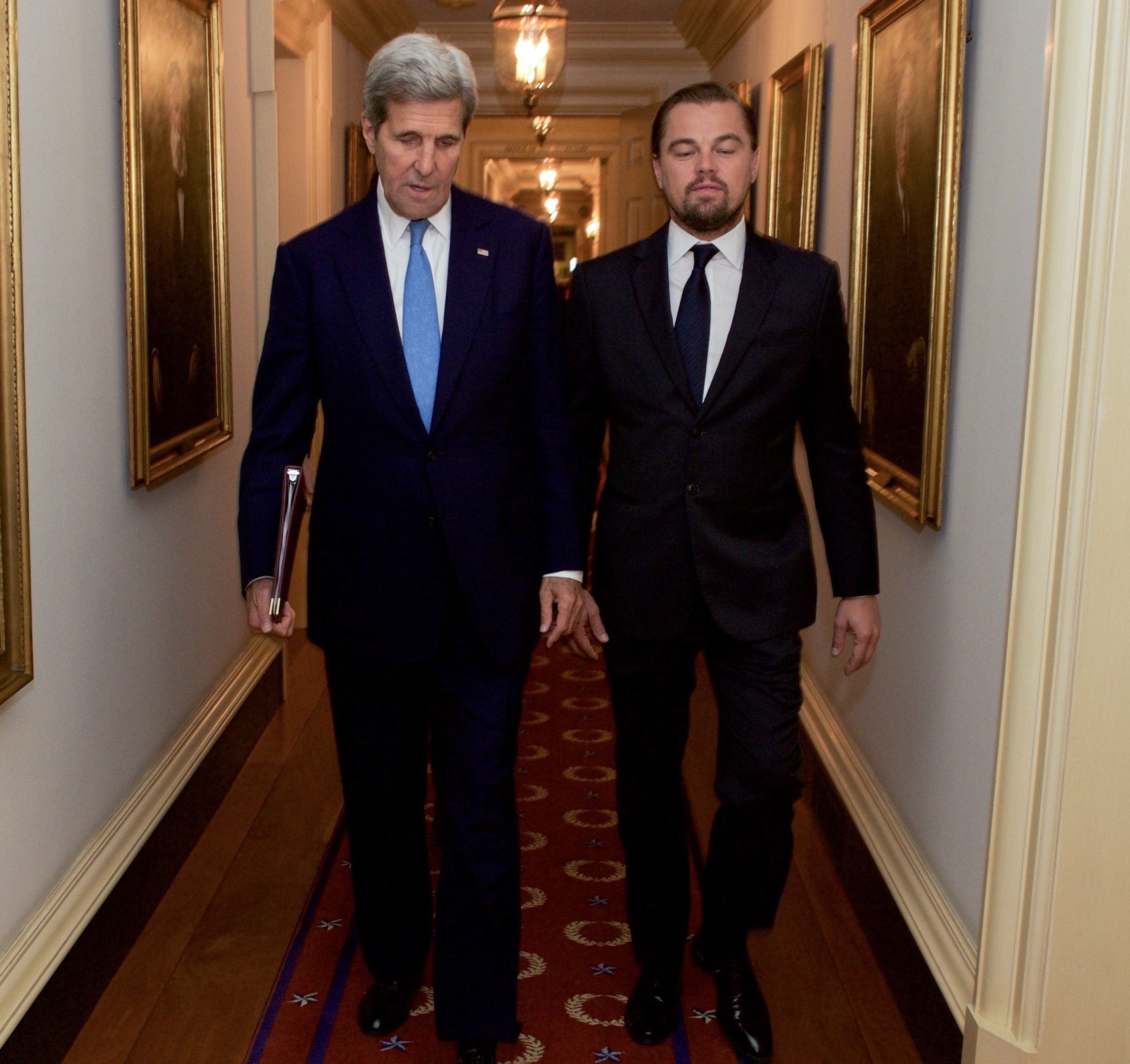
Ngoại trưởng Hoa Kỳ John Kerry và DiCaprio tại Hội nghị Đại dương của chúng ta năm 2016

Trong cuộc gặp với Giáo hoàng Francis vào năm 2016, DiCaprio đã quyên góp cho tổ chức từ thiện và thảo luận cùng ông về các vấn đề môi trường. Vài ngày sau đó, có thể là do ảnh hưởng của cuộc họp này, Giáo hoàng cho biết ông sẽ tham gia diễn xuất trong một bộ phim từ thiện. DiCaprio đã đến Indonesia vào đầu năm 2016, nơi anh chỉ trích phương pháp đốt phá rừng làm nương rẫy trong ngành công nghiệp dầu cọ của chính phủ. Tháng 7 năm 2016, quỹ của anh đã quyên góp 15,6 triệu USD để giúp bảo vệ động vật hoang dã và quyền của người Mỹ bản địa, cũng như giảm thiểu biến đổi khí hậu. Tháng 10 cùng năm, DiCaprio đã cùng Mark Ruffalo tham gia ủng hộ bộ tộc Standing Rock trong cuộc phản đối đường ống chuyển dầu Dakota Access.
Tháng 4 năm 2017, DiCaprio phản đối việc Tổng thống Donald Trump không có hành động gì về biến đổi khí hậu bằng việc tham gia cuộc diễu hành People's Climate March. Tháng 7, quỹ của DiCaprio đã tổ chức một buổi đấu giá và buổi hòa nhạc của các ngôi sao, quyên góp được hơn 30 triệu USD trong một đêm. Quỹ của DiCaprio đã quyên góp 100 triệu USD vào tháng 12 năm 2018 để chống biến đổi khí hậu. Tháng 5 năm 2021, DiCaprio cam kết quyên góp 43 triệu USD nhằm thực hiện các hoạt động bảo tồn trên quần đảo Galápagos. Như một phần của nỗ lực này, Paula A Castaño, một bác sĩ thú y chuyên về động vật hoang dã và chuyên gia phục hồi đảo, đã giữ vai trò quản lý các tài khoản mạng xã hội của DiCaprio.

### Quan điểm chính trị
DiCaprio ủng hộ Hillary Clinton trong cuộc bầu cử tổng thống năm 2016. Tháng 3 năm 2020, DiCaprio tham dự một buổi gây quỹ cho Joe Biden tại nhà riêng của Sherry Lansing, giám đốc điều hành của Paramount Pictures. Trước cuộc bầu cử năm 2020, DiCaprio đã làm người thuyết minh trong một loạt phim tài liệu trên Netflix về quyền bầu cử, nói rằng: "Tất cả chúng ta có thể được tạo ra bình đẳng. Nhưng chúng ta sẽ không bao giờ thực sự bình đẳng cho đến khi tất cả chúng ta đều đi bỏ phiếu. Vì vậy, đừng chờ đợi." Trên mạng xã hội, DiCaprio kêu gọi cử tri hãy lập kế hoạch bỏ phiếu cũng như nhấn mạnh về việc cản trở người đi bỏ phiếu và các điều luật hạn chế yêu cầu chứng minh danh tính của cử tri, đồng thời trích dẫn VoteRiders như một nguồn thông tin và hỗ trợ.
Năm 2023, DiCaprio đã đứng ra làm chứng trong phiên tòa xét xử Prakazrel Michel, người bị cáo buộc tham gia vào một chiến dịch chịu ảnh hưởng từ nước ngoài nhằm vào chính quyền Obama và Trump.

### Thiện nguyện
Năm 1998, DiCaprio và mẹ anh đã quyên góp 35.000 USD để xây dựng "Trung tâm Máy tính Leonardo DiCaprio" tại thư viện ở Los Feliz, nơi anh sinh sống thời thơ ấu. Tháng 5 năm 2009, DiCaprio tham gia cùng với Kate Winslet, đạo diễn James Cameron và ca sĩ người Canada Celine Dion, trong một chiến dịch gây quỹ nhằm hỗ trợ tài chính cho viện dưỡng lão nơi Millvina Dean, một người sống sót sau vụ đắm tàu RMS Titanic, đang cư trú. DiCaprio và Winslet đã quyên góp 20.000 USD để hỗ trợ Dean. Năm 2010, anh đã quyên góp 1 triệu USD cho công tác cứu trợ sau trận động đất tại Haiti. Năm 2011, DiCaprio tham gia chiến dịch của Quỹ Bảo vệ Pháp lý Động vật nhằm giải cứu Tony, một chú hổ đã trải qua mười năm tại một trạm dừng xe tải ở Grosse Tête, Louisiana. DiCaprio quyên góp 61.000 USD cho nhóm quyền của người đồng tính GLAAD vào năm 2013.
năm 2016, DiCaprio đã quyên góp 65.000 USD cho buổi dạ tiệc gây quỹ thường niên của Quỹ Trẻ em Armenia, nơi anh là khách mời đặc biệt của bạn mình và cũng là chủ tịch danh dự, Tony Shafrazi. Nhằm hỗ trợ công tác cứu trợ sau cơn bão Harvey (2017), DiCaprio đã cung cấp 1 triệu USD thông qua quỹ của mình. Năm 2020, quỹ của DiCaprio đã quyên góp 3 triệu USD để hỗ trợ công tác cứu trợ nạn cháy rừng ở Úc. Trong bối cảnh Nga xâm lược Ukraina vào năm 2022, các phương tiện truyền thông đưa tin rằng DiCaprio đã quyên góp 10 triệu USD nhằm hỗ trợ Ukraina, mặc dù hãng thông tấn Associated Press cho biết số tiền này là không chính xác.

## Đời tư

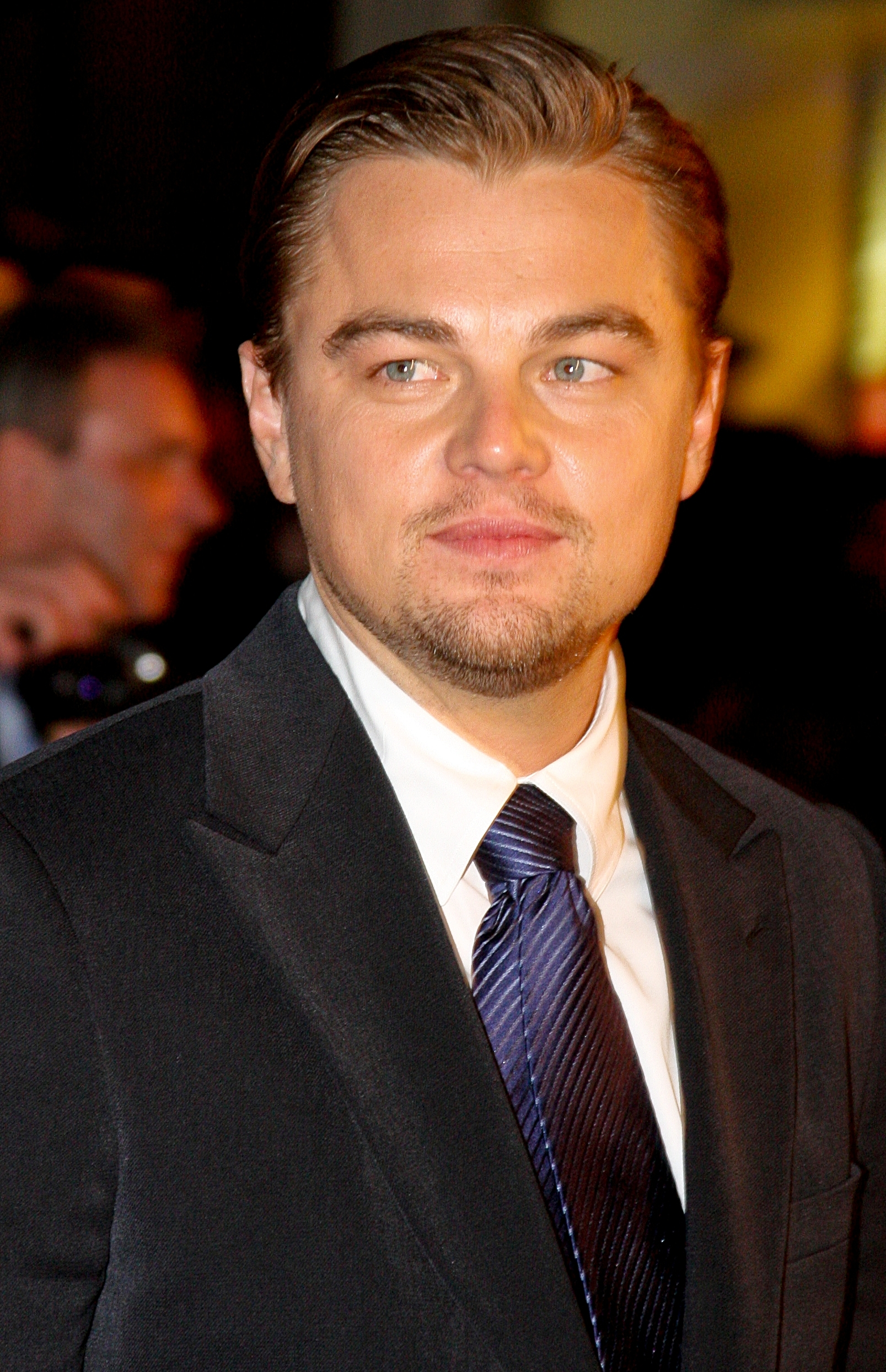
DiCaprio vào năm 2008

DiCaprio là người theo thuyết bất khả tri nhưng không tự nhận mình là người vô thần. Cuộc sống tình cảm của anh là đề tài được giới truyền thông quan tâm. Anh hiếm khi trả lời phỏng vấn và khá kín tiếng về đời tư của mình, nhưng anh lại trở thành tâm điểm của nhiều thông tin chi tiết xoay quanh mối quan hệ của mình với những người phụ nữ từ 25 tuổi trở xuống, điều đó khiến anh phải đối mặt với sự chỉ trích. Năm 1999, DiCaprio gặp người mẫu Brazil Gisele Bündchen và sau đó anh đã hẹn hò với cô cho đến năm 2005. Anh có mối quan hệ tình cảm với người mẫu Israel Bar Refaeli từ năm 2005 đến năm 2011. Sau đó, anh hẹn hò với người mẫu thời trang Đức Toni Garrn từ năm 2013 đến năm 2014 và tái hợp vào năm 2017. DiCaprio có mối quan hệ tình cảm với người mẫu và diễn viên người Mỹ Camila Morrone từ k. năm 2017 đến năm 2022.
DiCaprio sở hữu nhiều ngôi nhà tại Los Angeles và nhiều căn hộ tại thành phố New York. Năm 2009, anh đã mua một hòn đảo tên là Blackadore Caye ngoài khơi Belize—tại đây anh dự định mở một khu nghỉ mát thân thiện với môi trường—và vào năm 2014, anh đã mua tư dinh từng là nơi ở của Dinah Shore được thiết kế bởi kiến trúc sư Donald Wexler tại Palm Springs, California.
Năm 2005, khuôn mặt của DiCaprio bị tổn thương nghiêm trọng khi người mẫu Aretha Wilson đã đập một cái chai bị vỡ vào đầu anh trong một bữa tiệc ở Hollywood. Hậu quả khiến anh phải khâu 17 mũi trên mặt và cổ. Wilson đã nhận tội hành hung và bị kết án hai năm tù giam vào năm 2010.
Năm 2017, khi nhà sản xuất phim Sói già phố Wall là Red Granite Pictures có dính líu đến vụ bê bối 1Malaysia Development Berhad, DiCaprio đã trao trả lại những món quà mà anh nhận được từ các đối tác kinh doanh tại công ty sản xuất này, bao gồm cả doanh nhân trốn tránh pháp luật Jho Low, cho chính phủ Mỹ. Những món quà đó bao gồm một tượng vàng Oscar cho Nam diễn viên chính xuất sắc nhất của Marlon Brando, một bức họa của Pablo Picasso trị giá 3,2 triệu USD và một tác phẩm dán giấy của Jean-Michel Basquiat trị giá 9 triệu USD.

## Danh sách phim và giải thưởng
Theo cổng thông tin trực tuyến Box Office Mojo và trang web tổng hợp đánh giá Rotten Tomatoes, những bộ phim thành công nhất về mặt thương mại và phê bình của DiCaprio bao gồm What's Eating Gilbert Grape (1993), Romeo + Juliet (1996), Titanic (1997), Catch Me If You Can (2002), Gangs of New York (2002), The Aviator (2004), Điệp vụ Boston (2006), Kim cương máu (2006), Đảo kinh hoàng (2010), Inception (2010), Hành trình Django (2012), Đại gia Gatsby (2013), Sói già phố Wall (2013), Người về từ cõi chết (2015), Chuyện ngày xưa ở... Hollywood (2019) và Vầng trăng máu (2023). Những tác phẩm của anh đã thu về 7,2 tỷ USD trên toàn thế giới.
DiCaprio đã được Viện Hàn lâm Khoa học và Nghệ thuật Điện ảnh công nhận cho những vai diễn sau đây:
- Giải Oscar lần thứ 66 (1994): Đề cử Nam diễn viên phụ xuất sắc nhất cho vai diễn Arnold "Arnie" Grape trong What's Eating Gilbert Grape
- Giải Oscar lần thứ 77 (2005): Đề cử Nam diễn viên chính xuất sắc nhất cho vai diễn Howard Hughes trong The Aviator
- Giải Oscar lần thứ 79 (2007): Đề cử Nam diễn viên chính xuất sắc nhất cho vai diễn Danny Archer trong Kim cương máu
- Giải Oscar lần thứ 86 (2014): Đề cử Phim xuất sắc nhất và Nam diễn viên chính xuất sắc nhất cho vai diễn Jordan Belfort trong Sói già phố Wall
- Giải Oscar lần thứ 88 (2016): Giành giải Nam diễn viên chính xuất sắc nhất cho vai diễn Hugh Glass trong Người về từ cõi chết
- Giải Oscar lần thứ 92 (2020): Đề cử Nam diễn viên chính xuất sắc nhất cho vai diễn Rick Dalton trong Chuyện ngày xưa ở... Hollywood

DiCaprio đã giành ba giải Quả cầu vàng: Nam diễn viên phim chính kịch xuất sắc nhất với vai diễn trong Phi công tỷ phú và Người về từ cõi chết, Nam diễn viên phim ca nhạc hoặc phim hài xuất sắc nhất với vai diễn trong Sói già phố Wall, cũng như giành được giải BAFTA và giải Nghiệp đoàn Diễn viên Màn ảnh cho Nam diễn viên chính xuất sắc nhất với vai diễn trong Người về từ cõi chết.

### Trích dẫn
1. ↑  "Leonardo DiCaprio". Encyclopædia Britannica. Lưu trữ bản gốc ngày 19 tháng 7 năm 2015. Truy cập ngày 13 tháng 5 năm 2023.
2. 1 2  Catalano 1997, tr. 7–15.
3. ↑  Letran, Vivan (ngày 19 tháng 8 năm 2000). "DiCaprio Boosts Artist's Show". Los Angeles Times. Bản gốc lưu trữ ngày 13 tháng 10 năm 2015. Truy cập ngày 13 tháng 5 năm 2023.
4. ↑  Hafford, Michael (ngày 6 tháng 2 năm 2016). "Leonardo DiCaprio Boasts About His Bohemian Boyhood". Refinery29. Lưu trữ bản gốc ngày 13 tháng 1 năm 2022. Truy cập ngày 13 tháng 5 năm 2023.
5. ↑  Michalski, Jennifer (ngày 24 tháng 10 năm 2013). "14 Celebrities Who Speak Multiple Languages". Business Insider. Lưu trữ bản gốc ngày 10 tháng 1 năm 2022. Truy cập ngày 13 tháng 5 năm 2023.
6. ↑  Slavicek 2012, tr. 78.
7. ↑  Wight 2012, tr. 10.
8. ↑  "Leonardo DiCaprio and Pope Francis meet to discuss climate change goals". Los Angeles Times. ngày 28 tháng 1 năm 2016. Lưu trữ bản gốc ngày 8 tháng 11 năm 2020. Truy cập ngày 13 tháng 5 năm 2023.
9. ↑  Dale, Daniel (ngày 12 tháng 3 năm 2022). "Fact check: How a false story about Leonardo DiCaprio donating $10 million to Ukraine spread around the world". CNN. Lưu trữ bản gốc ngày 30 tháng 8 năm 2022. Truy cập ngày 13 tháng 5 năm 2023. DiCaprio [...] does not have a family member from Odessa or anywhere else in Ukraine, a source close to the actor told CNN on Wednesday.
10. ↑  Wight 2012, tr. 15.
11. 1 2 3  Green, Jesse (ngày 12 tháng 2 năm 1995). "Fresh Blood; Leonardo DiCaprio". The New York Times. Lưu trữ bản gốc ngày 9 tháng 8 năm 2016. Truy cập ngày 13 tháng 5 năm 2023.
12. ↑  Wight 2012, tr. 13.
13. ↑  Wight 2012, tr. 16–17, 29–30.
14. ↑  "Los Angeles Center For Enriched Studies: Facts about LACES". Los Angeles Center for Enriched Studies. Lưu trữ bản gốc ngày 15 tháng 1 năm 2014. Truy cập ngày 13 tháng 5 năm 2023.
15. ↑  Wight 2012, tr. 13, 23.
16. ↑  Molloy, Antonia (ngày 2 tháng 2 năm 2014). "Leonardo DiCaprio reveals his childhood surrounded by drugs as he defends The Wolf of Wall Street role". The Independent. Lưu trữ bản gốc ngày 11 tháng 10 năm 2019. Truy cập ngày 13 tháng 5 năm 2023.
17. ↑  Mathieson, Craig (ngày 11 tháng 11 năm 2014). "40 for 40: Leonardo DiCaprio Edition". Special Broadcasting Service. Lưu trữ bản gốc ngày 30 tháng 7 năm 2023. Truy cập ngày 29 tháng 7 năm 2023.
18. 1 2 3  Rader, Dotson (ngày 8 tháng 1 năm 2016). "Leonardo DiCaprio: Man of the World". Parade. Lưu trữ bản gốc ngày 19 tháng 9 năm 2016. Truy cập ngày 15 tháng 5 năm 2023.
19. ↑  Wight 2012, tr. 14.
20. ↑  Wight 2012, tr. 17–18.
21. 1 2 3 4  O'Neill, Anne-Marie (ngày 26 tháng 1 năm 2001). "Riding the Wave". People. Lưu trữ bản gốc ngày 9 tháng 1 năm 2011. Truy cập ngày 15 tháng 5 năm 2023.
22. ↑  Cronin, Brian (ngày 19 tháng 2 năm 2019). "Did Leonardo DiCaprio Get Kicked Off the Set of Romper Room as a Kid?". Comic Book Resources. Lưu trữ bản gốc ngày 11 tháng 10 năm 2019. Truy cập ngày 15 tháng 5 năm 2023.
23. ↑  Borge, Jonathan (ngày 25 tháng 2 năm 2016). "An Adorable Look Back at 8 of Leonardo DiCaprio's Early TV Commercials". InStyle. Lưu trữ bản gốc ngày 23 tháng 7 năm 2018. Truy cập ngày 15 tháng 5 năm 2023.
24. ↑  Booth, Jessica (ngày 30 tháng 10 năm 2018). "Leonardo DiCaprio's Look Has Evolved Since His Days on Growing Pains". Yahoo!. Lưu trữ bản gốc ngày 2 tháng 3 năm 2023. Truy cập ngày 15 tháng 5 năm 2023.
25. ↑  Wight 2012, tr. 28–29.
26. 1 2  "Leonardo DiCaprio Biography". FYI. Lưu trữ bản gốc ngày 4 tháng 8 năm 2019. Truy cập ngày 15 tháng 5 năm 2023.
27. ↑  Wight 2012, tr. 21–22.
28. ↑  Wight 2012, tr. 23.
29. ↑  Wight 2012, tr. 23–24.
30. ↑  "12th Annual Awards". Young Artist Awards. Bản gốc lưu trữ ngày 16 tháng 7 năm 2015. Truy cập ngày 15 tháng 5 năm 2023.
31. ↑  Schwartz, Ryan & Wostbrock 1999, tr. 80.
32. ↑  Boone, John (ngày 14 tháng 6 năm 2013). "Flashback Friday: Leonardo DiCaprio Competes on Game Show at 15". E!. Lưu trữ bản gốc ngày 11 tháng 10 năm 2019. Truy cập ngày 15 tháng 5 năm 2023.
33. 1 2  Harmetz, Aljean (ngày 12 tháng 12 năm 1993). "The Actor is Boyishly Handsome, and That's a Liability". The New York Times. Lưu trữ bản gốc ngày 17 tháng 7 năm 2010. Truy cập ngày 15 tháng 5 năm 2023.
34. ↑  Wight 2012, tr. 26.
35. ↑  Wight 2012, tr. 24.
36. 1 2 3 4  Yahr, Emily (ngày 23 tháng 2 năm 2016). "How Leonardo DiCaprio went from being a dorky teenage actor to a superstar". The Independent. Lưu trữ bản gốc ngày 9 tháng 10 năm 2019. Truy cập ngày 15 tháng 5 năm 2023.
37. ↑  Wight 2012, tr. 24–25.
38. ↑  "13th Annual Awards". Young Artist Awards. Bản gốc lưu trữ ngày 13 tháng 6 năm 2000. Truy cập ngày 15 tháng 5 năm 2023.
39. 1 2  Wight 2012, tr. 255.
40. 1 2 3 4  Ebiri, Bilge (ngày 30 tháng 11 năm 2015). "Leonardo DiCaprio's Movies, Ranked Worst to Best". Rolling Stone. Lưu trữ bản gốc ngày 9 tháng 10 năm 2019. Truy cập ngày 15 tháng 5 năm 2023.
41. ↑  Ebert, Roger (ngày 23 tháng 4 năm 1993). "This Boy's Life movie review & film summary (1993)". RogerEbert.com. Lưu trữ bản gốc ngày 17 tháng 11 năm 2019. Truy cập ngày 15 tháng 5 năm 2023.
42. ↑  Wight 2012, tr. 38.
43. ↑  Wight 2012, tr. 36.
44. ↑  "What's Eating Gilbert Grape (1993)". Rotten Tomatoes. Lưu trữ bản gốc ngày 3 tháng 6 năm 2019. Truy cập ngày 15 tháng 5 năm 2023.
45. 1 2  "Best Supporting A ctor Archives". National Board of Review. Bản gốc lưu trữ ngày 27 tháng 9 năm 2015. Truy cập ngày 15 tháng 5 năm 2023.
"The 66th Academy Awards (1993) Nominees and Winners". Academy of Motion Picture Arts and Sciences. Lưu trữ bản gốc ngày 29 tháng 4 năm 2011. Truy cập ngày 15 tháng 5 năm 2023.
"Seven Days of Golden Globes (Part 6)". Hollywood Foreign Press Association. Lưu trữ bản gốc ngày 9 tháng 7 năm 2015. Truy cập ngày 15 tháng 5 năm 2023.
46. ↑  Evry, Max. "The 25 Youngest Oscar Nominees of All Time". MTV News. Lưu trữ bản gốc ngày 20 tháng 4 năm 2021. Truy cập ngày 15 tháng 5 năm 2023.
47. ↑  Maslin, Janet (ngày 17 tháng 12 năm 1993). "Movie Review: What's Eating Gilbert Grape". The New York Times. Lưu trữ bản gốc ngày 3 tháng 1 năm 2014. Truy cập ngày 15 tháng 5 năm 2023.
48. 1 2 3 4  James, Caryn (ngày 29 tháng 10 năm 2006). "The Baby-Faced Kid Has Developed Quite a Stare". The New York Times. Bản gốc lưu trữ ngày 12 tháng 10 năm 2019. Truy cập ngày 15 tháng 5 năm 2023.
49. ↑  Muir 2004, tr. 171–179.
50. ↑  "The Quick and the Dead (1995)". The-Numbers. Lưu trữ bản gốc ngày 2 tháng 9 năm 2014. Truy cập ngày 15 tháng 5 năm 2023.
51. ↑  "The Quick and the Dead (1995)". Rotten Tomatoes. Lưu trữ bản gốc ngày 21 tháng 4 năm 2016. Truy cập ngày 15 tháng 5 năm 2023.
52. ↑  Travers, Peter (ngày 21 tháng 4 năm 1995). "The Basketball Diaries". Rolling Stone. Bản gốc lưu trữ ngày 27 tháng 8 năm 2015. Truy cập ngày 15 tháng 5 năm 2023.
53. ↑  Wight 2012, tr. 62.
54. ↑  "Total Eclipse (1995)". Warner Archive Collection. Lưu trữ bản gốc ngày 19 tháng 11 năm 2019. Truy cập ngày 15 tháng 5 năm 2023.
55. ↑  Wight 2012, tr. 67–68.
56. 1 2  Wight 2012, tr. 67.
57. ↑  Pomerance 2012, tr. 117.
58. ↑  Thomson, David (ngày 16 tháng 1 năm 2009). "David Thomson on Leonardo DiCaprio". The Guardian. Lưu trữ bản gốc ngày 26 tháng 10 năm 2019. Truy cập ngày 15 tháng 5 năm 2023.
59. ↑  "Romeo + Juliet (1996)". Box Office Mojo. Lưu trữ bản gốc ngày 3 tháng 3 năm 2022. Truy cập ngày 15 tháng 5 năm 2023.
60. ↑  Müller 2001, tr. 400.
61. ↑  Wight 2012, tr. 65–67.
62. ↑  Schwarzbaum, Lisa (ngày 20 tháng 12 năm 1996). "Marvin's Room (1996)". Entertainment Weekly. Lưu trữ bản gốc ngày 16 tháng 7 năm 2015. Truy cập ngày 2 tháng 8 năm 2010.
63. ↑  Wight 2012, tr. 8.
64. ↑  "Titanic". Entertainment Weekly. ngày 7 tháng 11 năm 1997. tr. 3. Bản gốc lưu trữ ngày 28 tháng 3 năm 2010. Truy cập ngày 15 tháng 5 năm 2023.
65. ↑  Torres, Gaby (ngày 4 tháng 5 năm 2012). "The Town That Built the Titanic is Sinking". Vice. Lưu trữ bản gốc ngày 9 tháng 10 năm 2019. Truy cập ngày 15 tháng 5 năm 2023.
66. ↑  "Titanic (1997)". Box Office Mojo. Lưu trữ bản gốc ngày 27 tháng 10 năm 2019. Truy cập ngày 15 tháng 5 năm 2023.
Nhấp vào menu thả xuống để xem doanh thu của Titanic trong thời điểm phát hành ban đầu và lần tái phát hành 3D.
67. ↑  Klady, Leonard (ngày 3 tháng 3 năm 1998). "Titanic Sails to All-Time Box Office Record". Variety. Lưu trữ bản gốc ngày 16 tháng 2 năm 2016. Truy cập ngày 15 tháng 5 năm 2023.
68. ↑  Hiscock, John (ngày 4 tháng 12 năm 2004). "Leonardo DiCaprio's Magnificent Obsessive". The Daily Telegraph. Lưu trữ bản gốc ngày 23 tháng 12 năm 2010. Truy cập ngày 15 tháng 5 năm 2023.
69. 1 2  Nash & Lahti 1999, tr. 74–83.
70. ↑  Davis, Jason (ngày 24 tháng 3 năm 1998). "Love story that won the heart of the Academy". BBC News. Lưu trữ bản gốc ngày 8 tháng 3 năm 2008. Truy cập ngày 8 tháng 10 năm 2019.
71. ↑  Busch, Anita M. (ngày 6 tháng 3 năm 1998). "Leonardo DiCaprio: Robbed of a Titanic Nomination?". Entertainment Weekly. Lưu trữ bản gốc ngày 15 tháng 7 năm 2015. Truy cập ngày 15 tháng 5 năm 2023.
72. ↑  "What's Eating Leonardo DiCaprio". Time. ngày 21 tháng 2 năm 2000. Lưu trữ bản gốc ngày 22 tháng 1 năm 2014. Truy cập ngày 15 tháng 5 năm 2023.
73. 1 2  Smith, Krista (ngày 3 tháng 11 năm 2008). "Isn't she Deneuvely?". Vanity Fair. Lưu trữ bản gốc ngày 3 tháng 1 năm 2017. Truy cập ngày 15 tháng 5 năm 2023.
74. ↑  Wilkinson, Alissa (ngày 19 tháng 12 năm 2017). "' Titanic is turning 20, and I just saw it for the first time. It blew my mind.'". Vox. Lưu trữ bản gốc ngày 2 tháng 2 năm 2022. Truy cập ngày 15 tháng 5 năm 2023.
75. ↑  "Leonardo DiCaprio: The Q Interview". The Independent. ngày 5 tháng 1 năm 2003. Lưu trữ bản gốc ngày 8 tháng 1 năm 2022. Truy cập ngày 15 tháng 5 năm 2023.
76. ↑  Ebert, Roger (ngày 20 tháng 11 năm 1998). "Celebrity Movie Review & Film Summary". RogerEbert.com. Lưu trữ bản gốc ngày 6 tháng 10 năm 2014. Truy cập ngày 15 tháng 5 năm 2023.
77. ↑  "The Man in the Iron Mask". The Independent. ngày 28 tháng 2 năm 2008. Lưu trữ bản gốc ngày 11 tháng 4 năm 2022. Truy cập ngày 15 tháng 5 năm 2023.
78. ↑  "The Man in the Iron Mask". Rotten Tomatoes. Bản gốc lưu trữ ngày 26 tháng 7 năm 2010. Truy cập ngày 8 tháng 5 năm 2010.
79. ↑  "The Man in the Iron Mask (1998)". Box Office Mojo. Lưu trữ bản gốc ngày 11 tháng 4 năm 2022. Truy cập ngày 15 tháng 5 năm 2023.
80. ↑  "The Man in the Iron Mask (1998)". The-Numbers. Lưu trữ bản gốc ngày 29 tháng 11 năm 2014. Truy cập ngày 15 tháng 5 năm 2023.
81. ↑  Gleiberman, Owen (ngày 12 tháng 3 năm 1998). "The Man in the Iron Mask (1998)". Entertainment Weekly. Lưu trữ bản gốc ngày 3 tháng 10 năm 2015. Truy cập ngày 15 tháng 5 năm 2023.
82. ↑  von Tunzelmann, Alex (ngày 21 tháng 10 năm 2010). "The Man in the Iron Mask: uncovered". The Guardian. Lưu trữ bản gốc ngày 2 tháng 2 năm 2022. Truy cập ngày 15 tháng 5 năm 2023.
83. ↑  "The Man in the Mask (1998) – Leonardo DiCaprio: his career in pictures". The Daily Telegraph. Lưu trữ bản gốc ngày 10 tháng 4 năm 2015. Truy cập ngày 15 tháng 5 năm 2023.
84. ↑  Gopalan, Nisha (ngày 24 tháng 3 năm 2000). "American Psycho: the story behind the film". The Guardian. Bản gốc lưu trữ ngày 27 tháng 3 năm 2019. Truy cập ngày 15 tháng 5 năm 2023.
85. ↑  Niven, John (ngày 2 tháng 7 năm 2016). "Alex Garland's cult novel The Beach, 20 years on". The Guardian. Lưu trữ bản gốc ngày 11 tháng 4 năm 2022. Truy cập ngày 15 tháng 5 năm 2023.
86. ↑  "The Beach (2000)". The-Numbers. Lưu trữ bản gốc ngày 14 tháng 3 năm 2014. Truy cập ngày 15 tháng 5 năm 2023.
87. ↑  "The Beach (2000)". Rotten Tomatoes. Lưu trữ bản gốc ngày 31 tháng 8 năm 2008. Truy cập ngày 15 tháng 5 năm 2023.
88. ↑  Wilson, John (ngày 12 tháng 2 năm 2001). "Nominations Press Release". Giải Mâm xôi vàng. Bản gốc lưu trữ ngày 4 tháng 3 năm 2016. Truy cập ngày 15 tháng 5 năm 2023.
89. ↑  McCarthy, Todd (ngày 7 tháng 2 năm 2000). "The Beach Review". Variety. Lưu trữ bản gốc ngày 6 tháng 9 năm 2014. Truy cập ngày 15 tháng 5 năm 2023.
90. ↑  "Leonardo DiCaprio, Tobey Maguire, and the Making and Epic Unmaking of Don's Plum". Vanity Fair. ngày 12 tháng 12 năm 2016. Lưu trữ bản gốc ngày 15 tháng 12 năm 2016. Truy cập ngày 15 tháng 5 năm 2023.
91. ↑  "Leonardo DiCaprio: 'I turned down the chance to play Anakin Skywalker in Star Wars'". NME. ngày 30 tháng 12 năm 2015. Lưu trữ bản gốc ngày 8 tháng 11 năm 2019. Truy cập ngày 15 tháng 5 năm 2023.
92. 1 2  Ebert, Roger (ngày 25 tháng 9 năm 2002). "Catch Me If You Can (2002) Review". RogerEbert.com. Lưu trữ bản gốc ngày 29 tháng 8 năm 2014. Truy cập ngày 15 tháng 5 năm 2023.
93. ↑  "Catch Me If You Can". Extra. ngày 12 tháng 12 năm 2002. Bản gốc lưu trữ ngày 8 tháng 12 năm 2008. Truy cập ngày 15 tháng 5 năm 2023.
94. ↑  "Catch Me If You Can (2002)". The-Numbers. Lưu trữ bản gốc ngày 22 tháng 11 năm 2013. Truy cập ngày 15 tháng 5 năm 2023.
95. 1 2 3 4  "Leonardo DiCaprio Movie Box Office Results". Box Office Mojo. Lưu trữ bản gốc ngày 12 tháng 7 năm 2019. Truy cập ngày 14 tháng 5 năm 2023.
96. ↑  Warner, Denise; Labrecque, Jeff (ngày 13 tháng 3 năm 2018). "Ranking Leonardo DiCaprio's Movie Roles". Entertainment Weekly. Lưu trữ bản gốc ngày 15 tháng 11 năm 2019. Truy cập ngày 15 tháng 5 năm 2023.
97. ↑  "Chicago grabs 8 Golden Globe nominations". CNN. ngày 18 tháng 1 năm 2003. Lưu trữ bản gốc ngày 10 tháng 7 năm 2015. Truy cập ngày 15 tháng 5 năm 2023.
98. ↑  "Scorsese's gang of acting heavyweights". The Age. ngày 10 tháng 2 năm 2003. Lưu trữ bản gốc ngày 6 tháng 8 năm 2010. Truy cập ngày 15 tháng 5 năm 2023.
99. ↑  "Gangs of New York (2002)". The-Numbers. Lưu trữ bản gốc ngày 25 tháng 11 năm 2013. Truy cập ngày 15 tháng 5 năm 2023.
100. ↑  "Gangs of New York (2002)". Rotten Tomatoes. Lưu trữ bản gốc ngày 17 tháng 5 năm 2019. Truy cập ngày 15 tháng 5 năm 2023.
101. ↑  Thompson, Anne (ngày 22 tháng 12 năm 2002). "How Do You Like Your Leonardo DiCaprio? Butch Or Boyish? The Choice Is Yours". The Guardian. Lưu trữ bản gốc ngày 4 tháng 11 năm 2013. Truy cập ngày 15 tháng 5 năm 2023.
102. ↑  Wight 2012, tr. 142.
103. 1 2  Fleming, Mike Jr. (ngày 30 tháng 12 năm 2013). "Wolf of Wall Street's Leonardo DiCaprio on Creating Fact-Based Black Comedy Without Glorifying Crooks". Deadline Hollywood. Lưu trữ bản gốc ngày 11 tháng 8 năm 2019. Truy cập ngày 15 tháng 5 năm 2023.
104. ↑  "The Assassination of Richard Nixon". Liên hoan phim Cannes. Bản gốc lưu trữ ngày 10 tháng 11 năm 2013. Truy cập ngày 15 tháng 5 năm 2023.
105. ↑  Fleming, Michael (ngày 25 tháng 2 năm 2000). "New Line spruced up". Variety. Lưu trữ bản gốc ngày 6 tháng 3 năm 2023. Truy cập ngày 15 tháng 5 năm 2023.
106. ↑  "Scorsese overspends on The Aviator". Digital Spy. ngày 8 tháng 12 năm 2004. Lưu trữ bản gốc ngày 10 tháng 2 năm 2023. Truy cập ngày 15 tháng 5 năm 2023.
107. ↑  "The Aviator (2004)". Rotten Tomatoes. Lưu trữ bản gốc ngày 28 tháng 9 năm 2009. Truy cập ngày 15 tháng 5 năm 2023.
108. ↑  "The Aviator (2004)". Box Office Mojo. Lưu trữ bản gốc ngày 21 tháng 12 năm 2015. Truy cập ngày 15 tháng 5 năm 2023.
109. ↑  Braund, Simond. "The Aviator". Empire. Lưu trữ bản gốc ngày 8 tháng 10 năm 2019. Truy cập ngày 15 tháng 5 năm 2023.
110. ↑  "2004 Golden Globe Awards nominees". USA Today. ngày 13 tháng 12 năm 2004. Lưu trữ bản gốc ngày 4 tháng 3 năm 2016. Truy cập ngày 15 tháng 5 năm 2023.
"Nominees & Winners for the 77th Academy Awards". Viện Hàn lâm Khoa học và Nghệ thuật Điện ảnh. Lưu trữ bản gốc ngày 1 tháng 1 năm 2016. Truy cập ngày 15 tháng 5 năm 2023.
"The Aviator set to shine at Baftas". The Guardian. ngày 17 tháng 1 năm 2005. Lưu trữ bản gốc ngày 6 tháng 3 năm 2023. Truy cập ngày 15 tháng 5 năm 2023.
"The 11th Annual Screen Actors Guild Awards". Giải Nghiệp đoàn Diễn viên Màn ảnh. Lưu trữ bản gốc ngày 22 tháng 1 năm 2021. Truy cập ngày 15 tháng 5 năm 2023.
111. ↑  Neibaur 2016, tr. 159.
112. ↑  Bell, David (ngày 6 tháng 8 năm 2019). "Ranking the Craziest Things Actors Have Done for Famous Roles". Collider. Lưu trữ bản gốc ngày 11 tháng 12 năm 2019. Truy cập ngày 17 tháng 5 năm 2023.
113. ↑  "The Departed (2006)". Rotten Tomatoes. Lưu trữ bản gốc ngày 18 tháng 11 năm 2009. Truy cập ngày 17 tháng 5 năm 2023.
114. ↑  "The Departed". Box Office Mojo. Lưu trữ bản gốc ngày 10 tháng 4 năm 2022. Truy cập ngày 17 tháng 5 năm 2023.
115. ↑  Travers, Peter (ngày 28 tháng 9 năm 2006). "The Departed". Rolling Stone. Lưu trữ bản gốc ngày 24 tháng 6 năm 2019. Truy cập ngày 17 tháng 5 năm 2023.
116. ↑  Tapley, Kristopher (ngày 4 tháng 10 năm 2016). "10 Years Later: The Departed, the Oscars, and the Non-Campaign Campaign". Variety. Bản gốc lưu trữ ngày 27 tháng 12 năm 2021. Truy cập ngày 17 tháng 5 năm 2023.
117. 1 2  "The 13th Annual Screen Actors Guild Awards". Giải Nghiệp đoàn Diễn viên Màn ảnh. Lưu trữ bản gốc ngày 4 tháng 12 năm 2012. Truy cập ngày 17 tháng 5 năm 2023.
"64th Golden Globe Awards Facts and Figures". Hollywood Foreign Press Association. ngày 14 tháng 12 năm 2006. Bản gốc lưu trữ ngày 9 tháng 7 năm 2015. Truy cập ngày 17 tháng 5 năm 2023.
Cashin, Rory (ngày 18 tháng 6 năm 2013). "Opinion: Why has Leonardo DiCaprio never won an Oscar?". Entertainment.ie. Lưu trữ bản gốc ngày 7 tháng 7 năm 2015. Truy cập ngày 8 tháng 7 năm 2015.
"2006 Winners". International Press Academy. Lưu trữ bản gốc ngày 28 tháng 6 năm 2015. Truy cập ngày 17 tháng 5 năm 2023.
118. ↑  "Leonardo DiCaprio". SOS Children's Villages – USA. Bản gốc lưu trữ ngày 6 tháng 1 năm 2009. Truy cập ngày 17 tháng 5 năm 2023.
119. ↑  Ressner, Jeffrey (ngày 22 tháng 11 năm 2006). "Q&A with Leonardo DiCaprio". Time. Lưu trữ bản gốc ngày 8 tháng 10 năm 2019. Truy cập ngày 17 tháng 5 năm 2023.
120. ↑  "Blood Diamond". Metacritic. Lưu trữ bản gốc ngày 19 tháng 8 năm 2010. Truy cập ngày 17 tháng 5 năm 2023.
121. ↑  Sancton, Julian (ngày 16 tháng 12 năm 2009). "Matt Damon vs. Leonardo DiCaprio: Whose South African (and Southie) Accent is Better?". Vanity Fair. Lưu trữ bản gốc ngày 13 tháng 7 năm 2015. Truy cập ngày 17 tháng 5 năm 2023.
122. ↑  Puig, Claudia (ngày 7 tháng 12 năm 2006). "Blood Diamond shines forth". USA Today. Lưu trữ bản gốc ngày 15 tháng 7 năm 2009. Truy cập ngày 17 tháng 5 năm 2023.
123. ↑  Hornaday, Ann (ngày 8 tháng 12 năm 2006). "The Many Facets of 'Diamond' Gripping Thriller Packs a Wallop Amid a Landscape of Chaos and Civil War". The Washington Post. Lưu trữ bản gốc ngày 5 tháng 3 năm 2022. Truy cập ngày 17 tháng 5 năm 2023.
124. ↑  Scheck, Frank (ngày 26 tháng 4 năm 2007). "The Gardener of Eden". The Hollywood Reporter. Lưu trữ bản gốc ngày 22 tháng 12 năm 2015. Truy cập ngày 17 tháng 5 năm 2023.
125. ↑  "Earthwatch Film Awards". Earthwatch Institute. Bản gốc lưu trữ ngày 28 tháng 1 năm 2019. Truy cập ngày 17 tháng 5 năm 2023.
126. ↑  "Greensburg Season 3 to Air on Planet Green". Greensburgks.org. Bản gốc lưu trữ ngày 22 tháng 12 năm 2015. Truy cập ngày 17 tháng 5 năm 2023.
127. 1 2  Carroll, Larry (ngày 15 tháng 8 năm 2007). "Leonardo DiCaprio and Russell Crowe Will Be a Good 'Fit' in CIA Flick, Ridley Scott Hopes". MTV News. Bản gốc lưu trữ ngày 12 tháng 3 năm 2009. Truy cập ngày 17 tháng 5 năm 2023.
128. ↑  "Body of Lies (2008)". Rotten Tomatoes. Lưu trữ bản gốc ngày 15 tháng 2 năm 2008. Truy cập ngày 17 tháng 5 năm 2023.
129. ↑  "Body of Lies (2008)". The-Numbers. Lưu trữ bản gốc ngày 8 tháng 12 năm 2013. Truy cập ngày 17 tháng 5 năm 2023.
130. ↑  Wong, Grace (ngày 23 tháng 1 năm 2009). "DiCaprio Reveals Joys of Fighting With Winslet". CNN. Lưu trữ bản gốc ngày 5 tháng 11 năm 2012. Truy cập ngày 17 tháng 5 năm 2023.
131. 1 2  Sella, Marshall (ngày 1 tháng 11 năm 2008). "Leading Man: Leonardo DiCaprio". GQ. Lưu trữ bản gốc ngày 20 tháng 3 năm 2018. Truy cập ngày 17 tháng 5 năm 2023.
132. ↑  Guzmán, Rafer (ngày 18 tháng 12 năm 2008). "Leonardo DiCaprio, Kate Winslet in Revolutionary Road". Newsday. Lưu trữ bản gốc ngày 6 tháng 3 năm 2016. Truy cập ngày 17 tháng 5 năm 2023.
133. ↑  Travers, Peter (ngày 25 tháng 12 năm 2008). "Revolutionary Road". Rolling Stone. Lưu trữ bản gốc ngày 3 tháng 2 năm 2022. Truy cập ngày 17 tháng 5 năm 2023.
134. ↑  "Complete List of Nominations for 2009 Golden Globes". E!. ngày 11 tháng 12 năm 2008. Lưu trữ bản gốc ngày 25 tháng 7 năm 2015. Truy cập ngày 17 tháng 5 năm 2023.
135. ↑  "Revolutionary Road". Box Office Mojo. Lưu trữ bản gốc ngày 19 tháng 9 năm 2020. Truy cập ngày 17 tháng 5 năm 2023.
136. ↑  Ochoa 2011, tr. 75.
137. ↑  Fleming, Michael (ngày 23 tháng 10 năm 2007). "Scorsese, DiCaprio team for Island". Variety. Bản gốc lưu trữ ngày 1 tháng 1 năm 2016. Truy cập ngày 18 tháng 5 năm 2023.
138. ↑  McGarvey, Shannon (ngày 17 tháng 2 năm 2010). "DiCaprio: 'Shutter Island was traumatic'". Digital Spy. Lưu trữ bản gốc ngày 7 tháng 10 năm 2019. Truy cập ngày 18 tháng 5 năm 2023.
139. ↑  "Shutter Island (2010)". Rotten Tomatoes. ngày 19 tháng 2 năm 2010. Lưu trữ bản gốc ngày 20 tháng 12 năm 2016. Truy cập ngày 18 tháng 5 năm 2023.
140. ↑  Bradshaw, Peter (ngày 11 tháng 3 năm 2010). "Shutter Island". The Guardian. Lưu trữ bản gốc ngày 22 tháng 12 năm 2015. Truy cập ngày 18 tháng 5 năm 2023.
141. ↑  Travers, Peter (ngày 19 tháng 2 năm 2010). "Shutter Island". Rolling Stone. Lưu trữ bản gốc ngày 7 tháng 10 năm 2019. Truy cập ngày 18 tháng 5 năm 2023.
142. ↑  "Shutter Island (2010)". Box Office Mojo. Lưu trữ bản gốc ngày 14 tháng 1 năm 2016. Truy cập ngày 18 tháng 5 năm 2023.
143. ↑  Child, Ben (ngày 8 tháng 7 năm 2010). "Christopher Nolan's Inception: too good to be true?". The Guardian. Lưu trữ bản gốc ngày 7 tháng 10 năm 2019. Truy cập ngày 18 tháng 5 năm 2023.
144. ↑  Sheila, Marikar (ngày 16 tháng 7 năm 2010). "Inside Inception: Could Christopher Nolan's Dream World Exist in Real Life? Dream Experts Say 'Inception's' Conception of the Subconscious Isn't Far From Science". ABC News. Lưu trữ bản gốc ngày 13 tháng 7 năm 2015. Truy cập ngày 18 tháng 5 năm 2023.
145. ↑  Honeycutt, Kirk (ngày 14 tháng 10 năm 2010). "Inception – Film Review". The Hollywood Reporter. Lưu trữ bản gốc ngày 8 tháng 7 năm 2015. Truy cập ngày 18 tháng 5 năm 2023.
146. ↑  "Inception". Empire. Số 253. tháng 7 năm 2010. tr. 93–94.
147. ↑  "Inception (2010)". Box Office Mojo. Lưu trữ bản gốc ngày 24 tháng 1 năm 2022. Truy cập ngày 18 tháng 5 năm 2023.
148. ↑  Bacardi, Francesca (ngày 22 tháng 1 năm 2014). "Jonah Hill Was Paid $60,000 for Wolf of Wall Street". Variety. Lưu trữ bản gốc ngày 11 tháng 7 năm 2015. Truy cập ngày 18 tháng 5 năm 2023.
149. ↑  Wight 2012, tr. 217.
150. ↑  "J. Edgar (2011)". Rotten Tomatoes. Lưu trữ bản gốc ngày 11 tháng 11 năm 2011. Truy cập ngày 18 tháng 5 năm 2023.
151. ↑  Judge, Michael (ngày 29 tháng 1 năm 2011). "A Hollywood Icon Lays Down the Law". The Wall Street Journal. Lưu trữ bản gốc ngày 25 tháng 1 năm 2015. Truy cập ngày 18 tháng 5 năm 2023. (cần đăng ký mua)
152. ↑  Ebert, Roger (ngày 8 tháng 11 năm 2011). "J. Edgar". Chicago Sun-Times. Lưu trữ bản gốc ngày 1 tháng 5 năm 2013. Truy cập ngày 18 tháng 5 năm 2023.
153. ↑  Pols, Mary (ngày 7 tháng 12 năm 2011). "The Top 10 Everything of 2011 – Red Riding Hood". Time. Bản gốc lưu trữ ngày 20 tháng 12 năm 2011. Truy cập ngày 18 tháng 5 năm 2023.
154. ↑  "Red Riding Hood". Box Office Mojo. Lưu trữ bản gốc ngày 16 tháng 12 năm 2015. Truy cập ngày 18 tháng 5 năm 2023.
155. ↑  Blake, Meredith (ngày 12 tháng 2 năm 2013). "Beau Willimon's political work is foundation for House of Cards". Los Angeles Times. Lưu trữ bản gốc ngày 19 tháng 4 năm 2023. Truy cập ngày 18 tháng 5 năm 2023.
156. ↑  Flynn, Fiona (ngày 18 tháng 12 năm 2012). "Leonardo DiCaprio talks Django Unchained: It was disturbing". Entertainment.ie. Lưu trữ bản gốc ngày 7 tháng 10 năm 2019. Truy cập ngày 18 tháng 5 năm 2023.
157. ↑  Appelo, Tim (ngày 20 tháng 12 năm 2012). "Quentin Tarantino's Django Unchained: How Panic Attacks and DiCaprio's Real Blood Made a Slavery Epic Better". The Hollywood Reporter. Lưu trữ bản gốc ngày 9 tháng 3 năm 2016. Truy cập ngày 18 tháng 5 năm 2023.
158. ↑  "Django Unchained (2012)". Rotten Tomatoes. ngày 25 tháng 12 năm 2012. Lưu trữ bản gốc ngày 30 tháng 12 năm 2012. Truy cập ngày 18 tháng 5 năm 2023.
159. ↑  Watercutter, Angela (ngày 22 tháng 12 năm 2012). "Review: Django Unchained Is a Love Story That Ranks Among Tarantino's Best". Wired. Lưu trữ bản gốc ngày 22 tháng 12 năm 2016. Truy cập ngày 18 tháng 5 năm 2023.
160. ↑  Reynolds, Simon (ngày 13 tháng 12 năm 2012). "Golden Globes nominations 2013: Movies list in full". Digital Spy. Bản gốc lưu trữ ngày 6 tháng 10 năm 2014. Truy cập ngày 18 tháng 5 năm 2023.
161. ↑  "Django Unchained (2012)". Box Office Mojo. Lưu trữ bản gốc ngày 27 tháng 6 năm 2013. Truy cập ngày 18 tháng 5 năm 2023.
162. ↑  "Leonardo DiCaprio plans to take break from acting". CBS News. ngày 22 tháng 1 năm 2013. Lưu trữ bản gốc ngày 2 tháng 4 năm 2015. Truy cập ngày 18 tháng 5 năm 2023.
163. ↑  "The Great Gatsby". Metacritic. Lưu trữ bản gốc ngày 22 tháng 11 năm 2011. Truy cập ngày 18 tháng 5 năm 2023.
164. ↑  "The Great Gatsby to open Cannes Film Festival 2013". Hello!. ngày 13 tháng 3 năm 2013. Lưu trữ bản gốc ngày 7 tháng 10 năm 2019. Truy cập ngày 18 tháng 5 năm 2023.
165. ↑  Dibdin, Emma (ngày 17 tháng 5 năm 2013). "Leonardo DiCaprio: 5 best movie roles". Digital Spy. Lưu trữ bản gốc ngày 14 tháng 5 năm 2021. Truy cập ngày 18 tháng 5 năm 2023.
166. ↑  "Australian Academy announces 3rd AACTA Awards Nominees, renewed partnerships with Destination NSW and The Star, and new partners Foxtel and Audi" (PDF). Viện Hàn lâm Nghệ thuật Điện ảnh và Truyền hình Úc. Bản gốc (PDF) lưu trữ ngày 14 tháng 12 năm 2013. Truy cập ngày 18 tháng 5 năm 2023.
167. ↑  Guzman, Rafer (ngày 10 tháng 5 năm 2013). "The Great Gatsby review: A good 'Gatsby,' but a great Leonardo DiCaprio". Newsday. Lưu trữ bản gốc ngày 30 tháng 7 năm 2013. Truy cập ngày 18 tháng 5 năm 2023.
168. ↑  Seitz, Matt Zoller (ngày 8 tháng 5 năm 2013). "The Great Gatsby Review". RogerEbert.com. Lưu trữ bản gốc ngày 23 tháng 7 năm 2013. Truy cập ngày 18 tháng 5 năm 2023.
169. ↑  "The Great Gatsby (2013)". Box Office Mojo. Lưu trữ bản gốc ngày 3 tháng 7 năm 2013. Truy cập ngày 18 tháng 5 năm 2023.
170. ↑  Brooks, Xan (ngày 26 tháng 9 năm 2013). "Runner Runner – review". The Guardian. Lưu trữ bản gốc ngày 22 tháng 12 năm 2015. Truy cập ngày 18 tháng 5 năm 2023.
171. ↑  Kaufman, Amy (ngày 8 tháng 12 năm 2013). "Frozen tops Catching Fire, but Furnace generates no heat". Los Angeles Times. Lưu trữ bản gốc ngày 4 tháng 5 năm 2014. Truy cập ngày 18 tháng 5 năm 2023.
172. 1 2 3  "Leonardo DiCaprio". Metacritic. Lưu trữ bản gốc ngày 11 tháng 4 năm 2022. Truy cập ngày 18 tháng 5 năm 2023.
173. ↑  Fleming, Mike Jr. (ngày 19 tháng 4 năm 2012). "TOLDJA! Martin Scorsese, Leonardo DiCaprio Commit to The Wolf of Wall Street". Deadline Hollywood. Lưu trữ bản gốc ngày 30 tháng 8 năm 2014. Truy cập ngày 19 tháng 5 năm 2023.
174. ↑  Seitz, Matt Zoller (ngày 25 tháng 12 năm 2013). "The Wolf of Wall Street movie review (2013)". RogerEbert.com. Lưu trữ bản gốc ngày 11 tháng 4 năm 2022. Truy cập ngày 19 tháng 5 năm 2023.
175. ↑  Pamela McClintock (ngày 25 tháng 3 năm 2007). "Scorsese, DiCaprio cry 'Wolf'". Variety. Lưu trữ bản gốc ngày 26 tháng 10 năm 2017. Truy cập ngày 19 tháng 5 năm 2023.
176. ↑  Lee, Ashley (ngày 17 tháng 12 năm 2013). "Leonardo DiCaprio Talks 'Flopping Around' in Wolf of Wall Street Sex Scenes (Video)". The Hollywood Reporter. Lưu trữ bản gốc ngày 6 tháng 10 năm 2019. Truy cập ngày 19 tháng 5 năm 2023.
177. ↑  "The Wolf of Wall Street (2013)". Rotten Tomatoes. ngày 25 tháng 12 năm 2013. Lưu trữ bản gốc ngày 23 tháng 8 năm 2019. Truy cập ngày 19 tháng 5 năm 2023.
178. ↑  McCarthy, Todd (ngày 17 tháng 12 năm 2013). "The Wolf of Wall Street: Film Review". The Hollywood Reporter. Lưu trữ bản gốc ngày 6 tháng 10 năm 2019. Truy cập ngày 19 tháng 5 năm 2023.
179. ↑  Murray-Morris, Sophie (ngày 13 tháng 1 năm 2014). "Golden Globes 2014: Leonardo DiCaprio wins Best Actor for The Wolf of Wall Street". The Independent. Lưu trữ bản gốc ngày 6 tháng 3 năm 2018. Truy cập ngày 19 tháng 5 năm 2023.
180. ↑  "The 87th Academy Awards (2015) Nominees and Winners". Viện Hàn lâm Khoa học và Nghệ thuật Điện ảnh. Lưu trữ bản gốc ngày 10 tháng 3 năm 2015. Truy cập ngày 19 tháng 5 năm 2023.
181. ↑  Fleming, Mike Jr. (ngày 17 tháng 10 năm 2014). "Netflix & Leonardo DiCaprio Team On Virunga Documentary Release". Deadline Hollywood. Lưu trữ bản gốc ngày 27 tháng 6 năm 2022. Truy cập ngày 19 tháng 5 năm 2023.
182. ↑  "Virunga | 2014 Tribeca Festival". Liên hoan phim Tribeca. Lưu trữ bản gốc ngày 19 tháng 2 năm 2022. Truy cập ngày 19 tháng 5 năm 2023.
183. ↑  "Leonardo DiCaprio". Giải Emmy. Lưu trữ bản gốc ngày 8 tháng 6 năm 2021. Truy cập ngày 19 tháng 5 năm 2023.
184. ↑  "Frequently Asked Questions". Cowspiracy.com. Lưu trữ bản gốc ngày 6 tháng 10 năm 2019. Truy cập ngày 19 tháng 5 năm 2023.
185. ↑  "Watch Cowspiracy: The Sustainability Secret". Netflix. Lưu trữ bản gốc ngày 13 tháng 11 năm 2020. Truy cập ngày 19 tháng 5 năm 2023.
186. 1 2  Setoodeh, Ramin (ngày 15 tháng 12 năm 2015). "Leonardo DiCaprio, Alejandro G. Inarritu Open Up About The Revenant's Brutal Shoot". Variety. Lưu trữ bản gốc ngày 5 tháng 10 năm 2019. Truy cập ngày 19 tháng 5 năm 2023.
187. ↑  Zakarin, Jordan (ngày 19 tháng 10 năm 2015). "Leonardo DiCaprio on Fighting a Bear in The Revenant and Film vs. TV". Yahoo!. Lưu trữ bản gốc ngày 6 tháng 1 năm 2020. Truy cập ngày 19 tháng 5 năm 2023.
188. ↑  "The Revenant (2015)". Box Office Mojo. Lưu trữ bản gốc ngày 29 tháng 5 năm 2017. Truy cập ngày 19 tháng 5 năm 2023.
189. ↑  Trivedi, Hiten J (ngày 17 tháng 1 năm 2017). "Watch: Leonardo DiCaprio wins 'Best Actor' Oscar trophy for The Revenant... finally!". The Times of India. Lưu trữ bản gốc ngày 11 tháng 4 năm 2022. Truy cập ngày 19 tháng 5 năm 2023.
190. ↑  Kermode, Mark (ngày 17 tháng 1 năm 2016). "The Revenant review – a walk on the wild side". The Guardian. Lưu trữ bản gốc ngày 6 tháng 10 năm 2019. Truy cập ngày 19 tháng 5 năm 2023.
191. ↑  De Semlyen, Nick (ngày 6 tháng 1 năm 2016). "The Revenant". Empire. Lưu trữ bản gốc ngày 6 tháng 10 năm 2019. Truy cập ngày 19 tháng 5 năm 2023.
192. ↑  Lee, Benjamin (ngày 29 tháng 2 năm 2016). "Leonardo DiCaprio finally wins best actor Oscar for Iñárritu's The Revenant". The Guardian. Lưu trữ bản gốc ngày 11 tháng 10 năm 2021. Truy cập ngày 19 tháng 5 năm 2023.
193. ↑  King, Susan (ngày 31 tháng 1 năm 2016). "Screen Actors Guild Awards 2016: Leo's march to Oscar gold in The Revenant". Los Angeles Times. Lưu trữ bản gốc ngày 12 tháng 5 năm 2021. Truy cập ngày 19 tháng 5 năm 2023.
194. ↑  Thorp, Charles (ngày 28 tháng 10 năm 2016). "Before the Flood: Leonardo DiCaprio's Toughest Role Yet". Men's Journal. Lưu trữ bản gốc ngày 4 tháng 11 năm 2016. Truy cập ngày 19 tháng 5 năm 2023.
195. ↑  McClintock, Pamela (ngày 14 tháng 1 năm 2017). "Box Office: Why Ben Affleck's Live by Night and Martin Scorsese's Silence Fared So Poorly". The Hollywood Reporter. Lưu trữ bản gốc ngày 16 tháng 1 năm 2017. Truy cập ngày 19 tháng 5 năm 2023.
196. ↑  "Delirium (2018)". Box Office Mojo. Lưu trữ bản gốc ngày 11 tháng 4 năm 2022. Truy cập ngày 19 tháng 5 năm 2023.
197. ↑  "Robin Hood (2018)". Box Office Mojo. Lưu trữ bản gốc ngày 26 tháng 10 năm 2021. Truy cập ngày 19 tháng 5 năm 2023.
198. ↑  Weissberg, Jay (ngày 11 tháng 6 năm 2019). "Film Review: Ice on Fire". Variety. Lưu trữ bản gốc ngày 13 tháng 9 năm 2019. Truy cập ngày 19 tháng 5 năm 2023.
199. 1 2  Fleming, Mike Jr. (ngày 19 tháng 12 năm 2019). "Leonardo DiCaprio on Once Upon a Time in Hollywood and Looking For Positives in Disruption That Has Turned the Movie Business on Its Ear – the Deadline Q&A". Deadline Hollywood. Lưu trữ bản gốc ngày 21 tháng 5 năm 2021. Truy cập ngày 19 tháng 5 năm 2023.
200. ↑  Kroll, Justin (ngày 30 tháng 4 năm 2019). "Leonardo DiCaprio, Margot Robbie and More 2019 Star Salaries Revealed". Variety. Bản gốc lưu trữ ngày 1 tháng 5 năm 2019. Truy cập ngày 19 tháng 5 năm 2023.
201. ↑  "Quentin Tarantino says Brad Pitt-Leo DiCaprio have 'most exciting star dynamic' since Robert Redford-Paul Newman". Firstpost. ngày 24 tháng 4 năm 2018. Lưu trữ bản gốc ngày 6 tháng 10 năm 2019. Truy cập ngày 19 tháng 5 năm 2023.
202. 1 2 3  Lubomirski, Alexi (ngày 21 tháng 5 năm 2019). "Three Kings: Quentin, Brad, and Leo Take You Inside Once Upon a Time...in Hollywood". Esquire. Lưu trữ bản gốc ngày 4 tháng 10 năm 2019. Truy cập ngày 19 tháng 5 năm 2023.
203. ↑  "'Once Upon a Time in Hollywood': Could Brad Pitt finally win the elusive Oscar he so deserves?". The National. ngày 14 tháng 8 năm 2019. Lưu trữ bản gốc ngày 11 tháng 4 năm 2022. Truy cập ngày 19 tháng 5 năm 2023.
204. ↑  Guerrasio, Jason (ngày 26 tháng 7 năm 2019). "Leonardo DiCaprio gives one of the best performances of his career in Quentin Tarantino's Once Upon a Time in Hollywood". Business Insider. Lưu trữ bản gốc ngày 6 tháng 2 năm 2020. Truy cập ngày 19 tháng 5 năm 2023.
205. ↑  S, Ian (ngày 14 tháng 8 năm 2019). "Does Once Upon a Time in Hollywood succeed?". Digital Spy. Lưu trữ bản gốc ngày 11 tháng 10 năm 2019. Truy cập ngày 19 tháng 5 năm 2023.
206. ↑  "Oscar Nominations 2020: The Complete List". Variety. ngày 13 tháng 1 năm 2020. Lưu trữ bản gốc ngày 13 tháng 1 năm 2020. Truy cập ngày 19 tháng 5 năm 2023.
"Golden Globes 2020: The Complete Nominations List". Variety. ngày 9 tháng 12 năm 2019. Bản gốc lưu trữ ngày 9 tháng 12 năm 2019. Truy cập ngày 19 tháng 5 năm 2023.
"BAFTA Film Awards 2020: The nominations in full". BBC News. ngày 7 tháng 1 năm 2020. Lưu trữ bản gốc ngày 9 tháng 1 năm 2020. Truy cập ngày 19 tháng 5 năm 2023.
"The 26th Annual Screen Actors Guild Awards". Giải Nghiệp Đoàn Diễn Viên Màn Ảnh. Lưu trữ bản gốc ngày 11 tháng 12 năm 2019. Truy cập ngày 19 tháng 5 năm 2023.
207. ↑  "Once Upon a Time in Hollywood (2019)". Box Office Mojo. Lưu trữ bản gốc ngày 30 tháng 8 năm 2019. Truy cập ngày 19 tháng 5 năm 2023.
208. ↑  Dry, Jude (ngày 5 tháng 5 năm 2020). "Leonardo DiCaprio-Produced The Right Stuff Series Sets Disney+ Launch Date". IndieWire. Lưu trữ bản gốc ngày 11 tháng 4 năm 2022. Truy cập ngày 20 tháng 5 năm 2023.
209. ↑  Rosen, Christopher (ngày 18 tháng 5 năm 2020). "Leonardo DiCaprio Met Michael Jordan in The Last Dance Finale". Vanity Fair. Lưu trữ bản gốc ngày 18 tháng 5 năm 2020. Truy cập ngày 20 tháng 5 năm 2023.
210. ↑  Guerrasio, Jason (ngày 23 tháng 4 năm 2021). "Leonardo DiCaprio spent 5 months tweaking Netflix's Don't Look Up script before signing on". Insider Inc. Lưu trữ bản gốc ngày 26 tháng 4 năm 2021. Truy cập ngày 20 tháng 5 năm 2023.
211. ↑  "Leonardo DiCaprio on Don't Look Up: Most Important Issue in Civilization History". News18. ngày 31 tháng 12 năm 2021. Lưu trữ bản gốc ngày 31 tháng 12 năm 2021. Truy cập ngày 20 tháng 5 năm 2023.
212. ↑  "Don't Look Up Movie Netflix: Why are Mixed Reviews the Center of Critics About the Movie?". Marca. ngày 30 tháng 12 năm 2021. Lưu trữ bản gốc ngày 30 tháng 12 năm 2021. Truy cập ngày 20 tháng 5 năm 2023.
213. ↑  "Don't Look Up review - is Jennifer Lawrence's Netflix Movie Good?". Digital Spy. ngày 24 tháng 12 năm 2021. Lưu trữ bản gốc ngày 30 tháng 12 năm 2021. Truy cập ngày 20 tháng 5 năm 2023.
214. ↑  Chatterjee, Saibal (ngày 25 tháng 12 năm 2021). "Don't Look Up Review: Leonardo DiCaprio and Jennifer Lawrence's Film Hits the Right Buttons". NDTV. Lưu trữ bản gốc ngày 7 tháng 1 năm 2022. Truy cập ngày 20 tháng 5 năm 2023.
215. ↑  "Golden Globes 2022: The Complete Nominations List". Variety. ngày 13 tháng 12 năm 2021. Lưu trữ bản gốc ngày 13 tháng 12 năm 2021. Truy cập ngày 20 tháng 5 năm 2023.
216. ↑  Ritman, Alex (ngày 3 tháng 2 năm 2022). "BAFTA Awards Nominations: Dune Leads Pack in Diverse List Full of Surprises". The Hollywood Reporter. Lưu trữ bản gốc ngày 3 tháng 2 năm 2022. Truy cập ngày 20 tháng 5 năm 2023.
217. ↑  Yossman, K. J. (ngày 6 tháng 1 năm 2022). "Adam McKay's Don't Look Up Smashes Netflix Viewing Records With Over 150 Million Hours Viewed". Variety. Lưu trữ bản gốc ngày 7 tháng 1 năm 2022. Truy cập ngày 20 tháng 5 năm 2023.
218. ↑  Kroll, Justin. "Leonardo DiCaprio and Martin Scorsese to Reteam on Killers of the Flower Moon". MSN. Bản gốc lưu trữ ngày 25 tháng 10 năm 2018. Truy cập ngày 21 tháng 5 năm 2023.
219. ↑  Lang, Brent (ngày 20 tháng 7 năm 2022). "Inside Movie Stars' Salaries: Joaquin Phoenix Nabs $20M for Joker 2, Tom Cruise Heads to Over $100M and More". Variety. Lưu trữ bản gốc ngày 20 tháng 7 năm 2022. Truy cập ngày 21 tháng 5 năm 2023.
220. ↑  Sharf, Zack (ngày 18 tháng 2 năm 2021). "Jesse Plemons Takes Over DiCaprio's Original Role in Scorsese's 'Flower Moon' After Script Changes". IndieWire (bằng tiếng Anh). Lưu trữ bản gốc ngày 28 tháng 2 năm 2021. Truy cập ngày 21 tháng 5 năm 2023.
221. ↑  Fleming Jr., Mike (ngày 16 tháng 5 năm 2023). "Martin Scorsese, Leonardo DiCaprio & Robert De Niro On How They Found The Emotional Handle For Their Cannes Epic 'Killers Of The Flower Moon'". Deadline Hollywood. Lưu trữ bản gốc ngày 20 tháng 5 năm 2023. Truy cập ngày 21 tháng 5 năm 2023.
222. ↑  Ehrlich, David (ngày 20 tháng 5 năm 2023). "'Killers of the Flower Moon' Review: DiCaprio Gives His Best Performance for Scorsese's Bitterest Crime Epic". IndieWire. Lưu trữ bản gốc ngày 21 tháng 5 năm 2023. Truy cập ngày 21 tháng 5 năm 2023.
223. ↑  Hipes, Patrick (ngày 11 tháng 12 năm 2023). "Golden Globe Nominations: 'Barbie', 'Oppenheimer' Top Movie List; 'Succession' Leads Way In TV". Deadline Hollywood. Lưu trữ bản gốc ngày 24 tháng 12 năm 2023. Truy cập ngày 11 tháng 12 năm 2023.
224. ↑  Lang, Brent (ngày 10 tháng 1 năm 2024). "Leonardo DiCaprio, Regina Hall, Sean Penn Starring in Paul Thomas Anderson's Next Movie". Variety. Lưu trữ bản gốc ngày 26 tháng 2 năm 2024. Truy cập ngày 1 tháng 3 năm 2024.
225. 1 2  Sales, Nancy Jo (ngày 22 tháng 6 năm 1998). "Leo, Prince of the City". New York Magazine. Bản gốc lưu trữ ngày 1 tháng 1 năm 2022. Truy cập ngày 21 tháng 5 năm 2023.
226. ↑  "Don's Plum: the Film Leonardo DiCaprio Would Rather Forget". The Guardian. ngày 23 tháng 1 năm 2016. Bản gốc lưu trữ ngày 30 tháng 4 năm 2021. Truy cập ngày 21 tháng 5 năm 2023.
227. ↑  Wight 2012, tr. 138.
228. 1 2 3  Cadwalladr, Carole (ngày 28 tháng 1 năm 2007). "The Interview: Leonardo DiCaprio". The Guardian. Lưu trữ bản gốc ngày 12 tháng 10 năm 2019. Truy cập ngày 21 tháng 5 năm 2023.
229. ↑  "Leonardo DiCaprio: His Career in Pictures". Marie Claire. ngày 4 tháng 1 năm 2018. Lưu trữ bản gốc ngày 12 tháng 10 năm 2019. Truy cập ngày 21 tháng 5 năm 2023.
230. ↑  Stolworthy, Jacob (ngày 22 tháng 6 năm 2019). "Leonardo DiCaprio: 10 best films, from Inception to The Wolf of Wall Street". The Independent. Lưu trữ bản gốc ngày 25 tháng 4 năm 2019. Truy cập ngày 21 tháng 5 năm 2023.
231. ↑  "Leonardo DiCaprio turned down a role in one of the best films to star in one of his worst jobs". Marca. ngày 21 tháng 11 năm 2022. Lưu trữ bản gốc ngày 1 tháng 2 năm 2023. Truy cập ngày 21 tháng 5 năm 2023.
232. ↑  Davis, Clayton (ngày 11 tháng 11 năm 2021). "Leonardo DiCaprio's 17 Best Film Performances: From Titanic to The Departed". Variety. Lưu trữ bản gốc ngày 1 tháng 2 năm 2023. Truy cập ngày 21 tháng 5 năm 2023.
233. ↑  Guerrasio, Jason (ngày 26 tháng 7 năm 2019). "Leonardo DiCaprio Gives One of the Best Performances of His Career in Quentin Tarantino's Once Upon a Time in Hollywood". Business Insider. Lưu trữ bản gốc ngày 1 tháng 2 năm 2023. Truy cập ngày 21 tháng 5 năm 2023.
234. ↑  Travis, Ben; Butcher, Sophie; De Semlyen, Nick; Dyer, James; Nugent, John; Godfrey, Alex; O'Hara, Helen (ngày 20 tháng 12 năm 2022). "Empire's 50 Greatest Actors of All Time List, Revealed". Empire. Lưu trữ bản gốc ngày 29 tháng 12 năm 2022. Truy cập ngày 21 tháng 5 năm 2023.
235. ↑  Covert, Colin (ngày 7 tháng 1 năm 2016). "Q&A: Leonardo DiCaprio talks about grueling Revenant shoot". The Seattle Times. Lưu trữ bản gốc ngày 30 tháng 5 năm 2019. Truy cập ngày 21 tháng 5 năm 2023.
236. ↑  Wight 2012, tr. 11.
237. ↑  Lozoya, Livia (ngày 8 tháng 2 năm 2022). "Every Real Person Leonardo DiCaprio Has Portrayed". Collider. Lưu trữ bản gốc ngày 8 tháng 2 năm 2022. Truy cập ngày 21 tháng 5 năm 2023.
238. ↑  "Successful Hollywood Duos". Entertainment Weekly. ngày 30 tháng 11 năm 2007. Lưu trữ bản gốc ngày 3 tháng 7 năm 2009. Truy cập ngày 21 tháng 5 năm 2023.
239. ↑  Stolworthy, Jacob (ngày 12 tháng 2 năm 2019). "Leonardo DiCaprio Reveals What Martin Scorsese Taught Him as an Actor: 'I Truly Own the Term Artist by Working Alongside Him'". The Independent. Lưu trữ bản gốc ngày 25 tháng 4 năm 2019. Truy cập ngày 21 tháng 5 năm 2023.
240. ↑  "Leonardo DiCaprio and Hollywood's Biggest Directors - Photo Essays". Time. Lưu trữ bản gốc ngày 12 tháng 10 năm 2019. Truy cập ngày 21 tháng 5 năm 2023.
241. ↑  "Spotlight Award Archives". National Board of Review. Lưu trữ bản gốc ngày 22 tháng 1 năm 2022. Truy cập ngày 21 tháng 5 năm 2023.
242. ↑  Hassenger, Jesse (ngày 3 tháng 11 năm 2015). "Martin Scorsese's Work with DiCaprio is Just as Vital as His Work with De Niro". The A.V. Club. Lưu trữ bản gốc ngày 7 tháng 7 năm 2017. Truy cập ngày 21 tháng 5 năm 2023.
243. ↑  Hammond 2012, tr. 166–167.
244. 1 2 3  Dowd, Vincent (ngày 27 tháng 2 năm 2016). "The enigmatic Mr DiCaprio". BBC News. Lưu trữ bản gốc ngày 12 tháng 5 năm 2018. Truy cập ngày 21 tháng 5 năm 2023.
245. 1 2  Thompson, Derek (ngày 27 tháng 2 năm 2010). "Career Advice for Leonardo DiCaprio". The Atlantic. Lưu trữ bản gốc ngày 7 tháng 7 năm 2017. Truy cập ngày 21 tháng 5 năm 2023.
246. ↑  Katz, Brandon (ngày 26 tháng 7 năm 2019). "Leonardo DiCaprio, Revisited: The Secret to His Modern Acclaim". The Observer. Lưu trữ bản gốc ngày 27 tháng 7 năm 2019. Truy cập ngày 21 tháng 5 năm 2023.
247. ↑  Green, Willow (ngày 7 tháng 10 năm 2013). "The 100 Sexiest Movie Stars: The Men". Empire. Lưu trữ bản gốc ngày 13 tháng 5 năm 2018. Truy cập ngày 21 tháng 5 năm 2023.
248. ↑  Fisher, Lauren Alexis (ngày 12 tháng 1 năm 2018). "The 50 Hottest Men of All Time". Harper's Bazaar. Lưu trữ bản gốc ngày 9 tháng 3 năm 2021. Truy cập ngày 21 tháng 5 năm 2023.
249. ↑  Errico, Marcus (ngày 26 tháng 3 năm 1998). "DiCaprio Sues Playgirl Over Nude Spread". E!. Lưu trữ bản gốc ngày 12 tháng 10 năm 2019. Truy cập ngày 21 tháng 5 năm 2023.
250. ↑  Rauzi, Robin (ngày 9 tháng 4 năm 1993). "A Powerfully Complex Boy's Life : This Boy Is Taking His Acting Life Very Seriously". Los Angeles Times. Lưu trữ bản gốc ngày 13 tháng 10 năm 2019. Truy cập ngày 21 tháng 5 năm 2023.
251. ↑  "France Honours Scorsese and DiCaprio". BBC News. ngày 6 tháng 1 năm 2005. Lưu trữ bản gốc ngày 15 tháng 12 năm 2014. Truy cập ngày 30 tháng 12 năm 2014.
252. ↑  Schnurr, Samantha (ngày 21 tháng 4 năm 2016). "Leonardo DiCaprio, Nicki Minaj and More Stars Honored With TIME 100 Covers" (bằng tiếng Pháp). E!. Lưu trữ bản gốc ngày 9 tháng 10 năm 2019. Truy cập ngày 21 tháng 5 năm 2023.
253. ↑  Rose, Lacey (ngày 22 tháng 7 năm 2008). "In Pictures: Hollywood's Best-Paid Actors". Forbes. Lưu trữ bản gốc ngày 9 tháng 4 năm 2016. Truy cập ngày 21 tháng 5 năm 2023.
Pomerantz, Dorothy (ngày 8 tháng 9 năm 2010). "Hollywood's Highest-Paid Actors". Forbes. Lưu trữ bản gốc ngày 3 tháng 8 năm 2019. Truy cập ngày 21 tháng 5 năm 2023.
Pomerantz, Dorothy (ngày 1 tháng 8 năm 2011). "Hollywood's Highest-Earning Actors". Forbes. Lưu trữ bản gốc ngày 28 tháng 4 năm 2019. Truy cập ngày 13 tháng 10 năm 2019.
Pomerantz, Dorothy (ngày 3 tháng 7 năm 2012). "Tom Cruise Tops Our List Of Hollywood's Highest-Paid Actors". Forbes. Lưu trữ bản gốc ngày 16 tháng 4 năm 2019. Truy cập ngày 21 tháng 5 năm 2023.
Pomerantz, Dorothy (ngày 16 tháng 7 năm 2013). "Robert Downey Jr. Tops Forbes' List Of Hollywood's Highest-Paid Actors". Forbes. Lưu trữ bản gốc ngày 12 tháng 8 năm 2019. Truy cập ngày 21 tháng 5 năm 2023.
"Leonardo DiCaprio". Forbes. Lưu trữ bản gốc ngày 11 tháng 8 năm 2019. Truy cập ngày 21 tháng 5 năm 2023.
"13. Leonardo Dicaprio". Forbes. Lưu trữ bản gốc ngày 8 tháng 5 năm 2019. Truy cập ngày 21 tháng 5 năm 2023.
"15. Leonardo Dicaprio". Forbes. Lưu trữ bản gốc ngày 21 tháng 11 năm 2016. Truy cập ngày 21 tháng 5 năm 2023.
254. ↑  Brower, Alison (ngày 22 tháng 6 năm 2016). "The THR 100: Hollywood Reporter's Most Powerful People in Entertainment". The Hollywood Reporter. Lưu trữ bản gốc ngày 23 tháng 6 năm 2016. Truy cập ngày 21 tháng 5 năm 2023.
Brower, Alison (ngày 21 tháng 6 năm 2017). "The THR 100: Hollywood Reporter's Most Powerful People in Entertainment". The Hollywood Reporter. Lưu trữ bản gốc ngày 21 tháng 6 năm 2017. Truy cập ngày 21 tháng 5 năm 2023.
Brower, Alison (ngày 20 tháng 9 năm 2018). "The Hollywood Reporter 100: The Most Powerful People in Entertainment 2018". The Hollywood Reporter. Lưu trữ bản gốc ngày 20 tháng 9 năm 2018. Truy cập ngày 21 tháng 5 năm 2023.
Brower, Alison (ngày 16 tháng 10 năm 2019). "The Hollywood Reporter 100: The Most Powerful People in Entertainment 2019". The Hollywood Reporter. Bản gốc lưu trữ ngày 16 tháng 10 năm 2019. Truy cập ngày 21 tháng 5 năm 2023.
255. ↑  Siegel, Tatiana (ngày 22 tháng 7 năm 2019). "'His Brand Is Excellence': How Leonardo DiCaprio Became Hollywood's Last Movie Star". The Hollywood Reporter. Lưu trữ bản gốc ngày 16 tháng 9 năm 2019. Truy cập ngày 21 tháng 5 năm 2023.
256. ↑  Fleming, Mike Jr. (ngày 10 tháng 2 năm 2016). "Leonardo DiCaprio On The Hard-Knock Film Education That Led To 'The Revenant': Q&A". Deadline Hollywood. Lưu trữ bản gốc ngày 3 tháng 6 năm 2021. Truy cập ngày 21 tháng 5 năm 2023.
257. ↑  Bier, Molly (ngày 29 tháng 2 năm 2016). "Watch Leonardo DiCaprio's 2016 Oscar Acceptance Speech for Best Actor". Viện Hàn lâm Khoa học và Nghệ thuật Điện ảnh. Lưu trữ bản gốc ngày 11 tháng 10 năm 2019. Truy cập ngày 21 tháng 5 năm 2023.
258. ↑  Goldenberg, Suzanne (ngày 29 tháng 2 năm 2016). "How Leonardo DiCaprio became one of the world's top climate change champions". The Guardian. Lưu trữ bản gốc ngày 25 tháng 4 năm 2017. Truy cập ngày 21 tháng 5 năm 2023.
259. ↑  Prince, Rosa (ngày 16 tháng 9 năm 2014). "Leonardo DiCaprio Named as United Nations Climate Change Envoy". The Daily Telegraph. Lưu trữ bản gốc ngày 13 tháng 12 năm 2019. Truy cập ngày 21 tháng 5 năm 2023.
260. ↑  Furgang & Furgang 2008, tr. 45.
261. ↑  Wolf, Jeanne (ngày 16 tháng 2 năm 2010). "Leonardo DiCaprio: Fame Can Make You 'a Little Bit Nuts'". Parade. Bản gốc lưu trữ ngày 4 tháng 1 năm 2019. Truy cập ngày 21 tháng 5 năm 2023.
262. ↑  "Leonardo DiCaprio Foundation". Quỹ Leonardo DiCaprio. Bản gốc lưu trữ ngày 11 tháng 4 năm 2016. Truy cập ngày 21 tháng 5 năm 2023.
263. 1 2  "Leonardo DiCaprio, Founder, Leonardo DiCaprio Foundation". Tổ chức Quốc tế về Bảo tồn Thiên nhiên. Bản gốc lưu trữ ngày 28 tháng 1 năm 2016. Truy cập ngày 21 tháng 5 năm 2023.
264. ↑  "Debt for Nature Swaps". Chương trình Phát triển của Liên Hợp Quốc. Bản gốc lưu trữ ngày 2 tháng 1 năm 2018. Truy cập ngày 21 tháng 5 năm 2023.
265. ↑  Snead, Elizabeth (ngày 4 tháng 10 năm 2011). "Leonardo DiCaprio Named Global Ambassador for International Fund for Animal Welfare". The Hollywood Reporter. Lưu trữ bản gốc ngày 10 tháng 4 năm 2014. Truy cập ngày 21 tháng 5 năm 2023.
266. ↑  D'Zurilla, Christie (ngày 18 tháng 8 năm 2011). "Leonardo DiCaprio gets the keys to a $100,000 car – a hybrid". Los Angeles Times. Lưu trữ bản gốc ngày 31 tháng 1 năm 2012. Truy cập ngày 22 tháng 5 năm 2023.
267. ↑  "Leonardo DiCaprio Flies 8,000 Miles in Private Jet to Accept 'Green Award'". The Independent. ngày 22 tháng 5 năm 2016. Lưu trữ bản gốc ngày 5 tháng 3 năm 2022. Truy cập ngày 22 tháng 5 năm 2023.
268. ↑  Battershill, Cody (ngày 20 tháng 1 năm 2016). "DiCaprio's Hypocritical 'Activism' is His Best Performance Yet". HuffPost. Bản gốc lưu trữ ngày 4 tháng 6 năm 2016. Truy cập ngày 22 tháng 5 năm 2023.
269. ↑  Eilperin, Juliet (ngày 3 tháng 10 năm 2016). "It's Been 16 Years Since Leo Interviewed a President on Climate, and Situation is Now Much Worse". The Washington Post. Lưu trữ bản gốc ngày 2 tháng 12 năm 2018. Truy cập ngày 22 tháng 5 năm 2023.
270. ↑  "London Live Earth Line-up Revealed". NME. ngày 5 tháng 7 năm 2007. Lưu trữ bản gốc ngày 18 tháng 9 năm 2021. Truy cập ngày 22 tháng 5 năm 2023.
271. ↑  "Summit Agrees Tiger Recovery Plan". BBC News. ngày 24 tháng 11 năm 2010. Lưu trữ bản gốc ngày 9 tháng 9 năm 2015. Truy cập ngày 22 tháng 5 năm 2023.
272. ↑  Hannamayj (ngày 25 tháng 11 năm 2010). "Vladimir Putin: Leonardo DiCaprio is 'A Real Man'". Time. Lưu trữ bản gốc ngày 4 tháng 1 năm 2016. Truy cập ngày 22 tháng 5 năm 2023.
273. ↑  "'The 11th Hour' Auction" (PDF). Christie's. Lưu trữ (PDF) bản gốc ngày 8 tháng 3 năm 2023. Truy cập ngày 22 tháng 5 năm 2023.
274. ↑  "Secretary-General Designates Leonardo DiCaprio as United Nations Messenger of Peace". Liên Hợp Quốc. ngày 16 tháng 9 năm 2014. Lưu trữ bản gốc ngày 10 tháng 8 năm 2022. Truy cập ngày 22 tháng 5 năm 2023.
275. ↑  "United Nations Messengers of Peace: Leonardo DiCaprio". Liên Hợp Quốc. ngày 16 tháng 9 năm 2014. Bản gốc lưu trữ ngày 31 tháng 7 năm 2022. Truy cập ngày 22 tháng 5 năm 2023.
276. ↑  Leonardo DiCaprio (UN Messenger of Peace) at the opening of Climate Summit 2014. Liên Hợp Quốc. ngày 23 tháng 9 năm 2014. Lưu trữ bản gốc ngày 23 tháng 4 năm 2016. Truy cập ngày 31 tháng 7 năm 2022 – qua YouTube.
277. ↑  Rowling, Megan (ngày 22 tháng 9 năm 2015). "Actor DiCaprio joins growing movement to divest from fossil fuels". Reuters. Lưu trữ bản gốc ngày 17 tháng 10 năm 2019. Truy cập ngày 22 tháng 5 năm 2023.
278. ↑  Peltier, Elian (ngày 4 tháng 12 năm 2015). "Leonardo DiCaprio Warns Mayors That Time to Act Is Limited". The New York Times. Lưu trữ bản gốc ngày 11 tháng 6 năm 2019. Truy cập ngày 22 tháng 5 năm 2023.
279. ↑  Miller, Julia (ngày 1 tháng 2 năm 2016). "Days After Meeting Leonardo DiCaprio, Pope Francis Signs on to First Acting Role". Vanity Fair. Bản gốc lưu trữ ngày 12 tháng 4 năm 2016. Truy cập ngày 22 tháng 5 năm 2023.
280. ↑  "Leonardo DiCaprio May Be Blacklisted from Visiting Indonesia Over His Criticism of Palm Oil Plantations". Daily News. ngày 2 tháng 4 năm 2016. Bản gốc lưu trữ ngày 16 tháng 4 năm 2016. Truy cập ngày 22 tháng 5 năm 2023.
281. ↑  Ungerman, Alex (ngày 13 tháng 7 năm 2016). "Leonardo DiCaprio's Foundation Commits $15.6 Million to Fight Climate Change and Protect Wildlife". Entertainment Tonight. Bản gốc lưu trữ ngày 14 tháng 7 năm 2016. Truy cập ngày 22 tháng 5 năm 2023.
282. ↑  Chavez, Danette (ngày 5 tháng 12 năm 2016). "Leonardo DiCaprio, Chance the Rapper, and More Celebrate Standing Rock Victory". The A.V. Club. Lưu trữ bản gốc ngày 12 tháng 11 năm 2019. Truy cập ngày 22 tháng 5 năm 2023.
283. ↑  Revesz, Rachael (ngày 30 tháng 4 năm 2017). "People's Climate March: Leonardo DiCaprio and Other Stars Join Thousands in Rally Against Donald Trump". The Independent. Lưu trữ bản gốc ngày 30 tháng 4 năm 2017. Truy cập ngày 22 tháng 5 năm 2023.
284. ↑  Miller, Mike (ngày 27 tháng 7 năm 2017). "Madonna Delivers Surprise Performance at Leonardo DiCaprio's Charity Auction: $30 million Raised So Far". People. Lưu trữ bản gốc ngày 4 tháng 5 năm 2019. Truy cập ngày 22 tháng 5 năm 2023.
285. ↑  "DiCaprio's Foundation Donates $100M to Fight Climate Change". Khaleej Times. ngày 22 tháng 12 năm 2018. Lưu trữ bản gốc ngày 13 tháng 11 năm 2019. Truy cập ngày 22 tháng 5 năm 2023.
286. ↑  "Leonardo DiCaprio pledges $43m to restore the Galápagos Islands". The Guardian. ngày 18 tháng 5 năm 2021. Lưu trữ bản gốc ngày 18 tháng 5 năm 2021. Truy cập ngày 22 tháng 5 năm 2023.
287. ↑  Winfrey, Graham (ngày 4 tháng 11 năm 2016). "Hillary Clinton for President: 37 Filmmakers Reveal Why She's the Best Choice". IndieWire. Lưu trữ bản gốc ngày 1 tháng 4 năm 2019. Truy cập ngày 23 tháng 5 năm 2023.
288. ↑  "The Latest: Biden Fundraiser Draws Bigger Crowd After Wins". AP News. ngày 4 tháng 3 năm 2020. Lưu trữ bản gốc ngày 26 tháng 10 năm 2020. Truy cập ngày 23 tháng 5 năm 2023.
289. ↑  Todisco, Eric (ngày 27 tháng 9 năm 2020). "Leonardo DiCaprio Lends His Voice to Increase Voter Participation in New Video". People. Lưu trữ bản gốc ngày 8 tháng 3 năm 2023. Truy cập ngày 23 tháng 5 năm 2023.
290. ↑  DiCaprio, Leonardo (ngày 19 tháng 10 năm 2020). "Leonardo DiCaprio". Lưu trữ bản gốc ngày 19 tháng 10 năm 2020. Truy cập ngày 23 tháng 5 năm 2023 – qua Twitter.
291. ↑  DiCaprio, Leonardo (ngày 8 tháng 10 năm 2020). "Leonardo DiCaprio". Lưu trữ bản gốc ngày 9 tháng 10 năm 2020. Truy cập ngày 23 tháng 5 năm 2023 – qua Twitter.
292. ↑  DiCaprio, Leonardo (ngày 5 tháng 1 năm 2021). "Instagram". Lưu trữ bản gốc ngày 5 tháng 3 năm 2022. Truy cập ngày 23 tháng 5 năm 2023 – qua Instagram.
293. ↑  Lynch, Sarah (ngày 4 tháng 4 năm 2023). "A Rapper Is on Trial over Foreign Influence: Why Is Leo DiCaprio Testifying?". The Age. Lưu trữ bản gốc ngày 4 tháng 4 năm 2023. Truy cập ngày 23 tháng 5 năm 2023.
294. ↑  "DiCaprio Computer Center Opens". AP News. ngày 9 tháng 4 năm 1999. Lưu trữ bản gốc ngày 3 tháng 5 năm 2015. Truy cập ngày 23 tháng 5 năm 2023.
295. ↑  Hodgson, Claire (ngày 23 tháng 9 năm 2014). "Leonardo DiCaprio and Kate Winslet Have Done the Nicest Thing Ever". Cosmopolitan. Lưu trữ bản gốc ngày 2 tháng 12 năm 2021. Truy cập ngày 23 tháng 5 năm 2023.
296. ↑  Vena, Jocelyn (ngày 22 tháng 1 năm 2010). "Leonardo DiCaprio Donates $1 million For Haiti Relief". MTV News. Lưu trữ bản gốc ngày 18 tháng 8 năm 2015. Truy cập ngày 23 tháng 5 năm 2023.
297. ↑  Franzetta, Lisa (ngày 29 tháng 4 năm 2011). "Leonardo Speaks Out For Tony: 'We Need to Act Now'". Quỹ Bảo vệ Pháp lý Động vật. Bản gốc lưu trữ ngày 7 tháng 8 năm 2013. Truy cập ngày 23 tháng 5 năm 2023.
298. ↑  Malkin, Marc (ngày 23 tháng 4 năm 2013). "Leonardo DiCaprio Donates $61,000 to Support Gay Rights at Annual GLAAD Media Awards". E!. Lưu trữ bản gốc ngày 8 tháng 9 năm 2015. Truy cập ngày 23 tháng 5 năm 2023.
299. ↑  "Leonardo DiCaprio Contributes $65,000 to Children of Armenia Fund". Armenian Weekly. ngày 15 tháng 12 năm 2016. Lưu trữ bản gốc ngày 2 tháng 3 năm 2019. Truy cập ngày 23 tháng 5 năm 2023.
300. ↑  Jensen, Eric (ngày 29 tháng 8 năm 2017). "Leonardo DiCaprio, the Kardashians, more celebs pledge donations for Hurricane Harvey relief efforts". USA Today. Lưu trữ bản gốc ngày 27 tháng 6 năm 2018. Truy cập ngày 23 tháng 5 năm 2023.
301. ↑  Petski, Denise (ngày 10 tháng 1 năm 2020). "Leonardo DiCaprio's Foundation to Donate $3 Million to Australia Wildfire Relief Efforts". Deadline Hollywood. Bản gốc lưu trữ ngày 10 tháng 1 năm 2020. Truy cập ngày 23 tháng 5 năm 2023.
302. 1 2  "DiCaprio donates to Ukraine, but earlier reports false". AP News. ngày 10 tháng 3 năm 2022. Lưu trữ bản gốc ngày 11 tháng 3 năm 2022. Truy cập ngày 23 tháng 5 năm 2023.
303. ↑  "Leonardo DiCaprio Donates $10 Million to His Grandmother's Homeland Ukraine". Hindustan Times. ngày 8 tháng 3 năm 2022. Lưu trữ bản gốc ngày 8 tháng 3 năm 2022. Truy cập ngày 23 tháng 5 năm 2023.
304. ↑  Hiatt, Brian (ngày 5 tháng 8 năm 2010). "Leonardo DiCaprio Faces His Demons". Rolling Stone. Bản gốc lưu trữ ngày 6 tháng 6 năm 2023. Truy cập ngày 29 tháng 7 năm 2023. I'm not an atheist, I'm agnostic. What I honestly think about is the planet, not my specific spiritual soul floating around. I know that sounds slightly eco-boy, but I think about the idea that there's going to be a mass extinction, and then something else is going to evolve.
305. ↑  James, Caryn (ngày 29 tháng 10 năm 2006). "The Baby-Faced Kid Has Developed Quite a Stare". The New York Times. ISSN 0362-4331. Lưu trữ bản gốc ngày 12 tháng 10 năm 2019. Truy cập ngày 14 tháng 5 năm 2023.
306. ↑  "Leonardo DiCaprio: The enigmatic actor". BBC News. ngày 27 tháng 2 năm 2016. Lưu trữ bản gốc ngày 12 tháng 5 năm 2018. Truy cập ngày 14 tháng 5 năm 2023.
307. ↑  Pollard, Alexandra (ngày 23 tháng 8 năm 2019). "Taylor Swift, Lover Review: The Sound of an Artist Excited to Be Earnest Again". The Independent. Lưu trữ bản gốc ngày 23 tháng 8 năm 2019. Truy cập ngày 14 tháng 5 năm 2023.
308. ↑  Hare, Breeanna (ngày 13 tháng 1 năm 2014). "Golden Globes: Tina Fey and Amy Poehler's Best Jokes". CNN. Lưu trữ bản gốc ngày 14 tháng 1 năm 2020. Truy cập ngày 14 tháng 5 năm 2023.
309. ↑  "Leonardo DiCaprio Laughs Off Ricky Gervais' Joke at Golden Globes". Variety. ngày 6 tháng 1 năm 2020. Lưu trữ bản gốc ngày 14 tháng 1 năm 2020. Truy cập ngày 14 tháng 5 năm 2023.
310. ↑  Jones, Allie (ngày 5 tháng 6 năm 2019). "Extremely Blonde and Disturbingly Young: The Anatomy of a Leonardo DiCaprio Relationship". Vice. Lưu trữ bản gốc ngày 27 tháng 12 năm 2020. Truy cập ngày 14 tháng 5 năm 2023.
311. ↑  Stolworthy, Jacob (ngày 28 tháng 3 năm 2022). "Oscars 2022: Amy Schumer Joke About Leonardo DiCaprio and His 'Girlfriends' Draws Gasps". The Independent. Lưu trữ bản gốc ngày 31 tháng 3 năm 2022. Truy cập ngày 14 tháng 5 năm 2023.
312. ↑  "Camila Morrone doesn't always want to talk about Leonardo DiCaprio. But she understands why people ask". Los Angeles Times. ngày 3 tháng 12 năm 2019. Lưu trữ bản gốc ngày 5 tháng 9 năm 2022. Truy cập ngày 14 tháng 5 năm 2023.
313. ↑  Mahdawi, Arwa (ngày 3 tháng 9 năm 2022). "Leonardo DiCaprio, why don't you date someone your own age?". The Guardian. Lưu trữ bản gốc ngày 5 tháng 9 năm 2022. Truy cập ngày 14 tháng 5 năm 2023.
314. ↑  Wallace, Francesca (ngày 27 tháng 9 năm 2018). "Gisele Bündchen Finally Opened Up About Why She and Leonardo DiCaprio Broke Up in 2005". Vogue Australia. Lưu trữ bản gốc ngày 5 tháng 8 năm 2019. Truy cập ngày 14 tháng 5 năm 2023.
315. ↑  Torres, Libby (ngày 11 tháng 9 năm 2022). "Leonardo DiCaprio has been romantically linked to everyone from Blake Lively to Rihanna. Here's a complete history of his relationships". Insider.com. Lưu trữ bản gốc ngày 30 tháng 7 năm 2023. Truy cập ngày 14 tháng 5 năm 2023.
316. ↑  Baker-Whitelaw, Gavia (ngày 31 tháng 8 năm 2022). "'Will You Still Love Me When I'm No Longer Young and Beautiful?': Leonardo DiCaprio's '25th Birthday Rule' Strikes Again After Camila Morrone". The Daily Dot. Lưu trữ bản gốc ngày 3 tháng 9 năm 2022. Truy cập ngày 14 tháng 5 năm 2023.
317. ↑  "Another Breakup for Leonardo DiCaprio, Netizens Say He Doesn't Date Anyone Over 25". The Indian Express. ngày 1 tháng 9 năm 2022. Lưu trữ bản gốc ngày 2 tháng 9 năm 2022. Truy cập ngày 14 tháng 5 năm 2023.
318. ↑  Halberg, Morgan (ngày 13 tháng 12 năm 2021). "Leonardo DiCaprio Paid $9.9 Million for a Remodeled Beverly Hills Home". The New York Observer. Lưu trữ bản gốc ngày 2 tháng 3 năm 2023. Truy cập ngày 14 tháng 5 năm 2023.
319. ↑  Satow, Julie (ngày 3 tháng 4 năm 2015). "Leonardo DiCaprio Builds an Eco-Resort". The New York Times. Lưu trữ bản gốc ngày 5 tháng 7 năm 2017. Truy cập ngày 14 tháng 5 năm 2023.
320. ↑  Bown, Jessica (ngày 31 tháng 5 năm 2019). "The Sea-Cooled Eco-Resort That's Nearly Mosquito-Free". BBC News. Lưu trữ bản gốc ngày 2 tháng 10 năm 2019. Truy cập ngày 14 tháng 5 năm 2023.
321. ↑  Beale, Lauren (ngày 7 tháng 3 năm 2014). "Leonardo DiCaprio Buys Dinah Shore's Onetime Desert Home". Los Angeles Times. Lưu trữ bản gốc ngày 6 tháng 7 năm 2015. Truy cập ngày 14 tháng 5 năm 2023.
322. ↑  "Leonardo DiCaprio Attacker Gets Two Years in Prison". BBC News. ngày 8 tháng 12 năm 2010. Lưu trữ bản gốc ngày 8 tháng 2 năm 2022. Truy cập ngày 14 tháng 5 năm 2023.
323. ↑  Green 2015, tr. 12.
324. ↑  "Leonardo DiCaprio Turns Over Marlon Brando Oscar, Other Gifts Allegedly Bought with 1MDB Funds". The Straits Times. ngày 19 tháng 6 năm 2017. Lưu trữ bản gốc ngày 17 tháng 9 năm 2018. Truy cập ngày 14 tháng 5 năm 2023.
325. ↑  Ritman, Alex (ngày 6 tháng 3 năm 2018). "Red Granite Pictures to Pay $60 Million to U.S. Government in Malaysian Corruption Case". The Hollywood Reporter. Lưu trữ bản gốc ngày 9 tháng 3 năm 2023. Truy cập ngày 14 tháng 5 năm 2023.
326. ↑  Kinsella, Eileen (ngày 16 tháng 6 năm 2017). "Leonardo DiCaprio Surrenders$3.2 Million Picasso and $9 Million Basquiat to US Government". Artnet. Lưu trữ bản gốc ngày 16 tháng 1 năm 2021. Truy cập ngày 14 tháng 5 năm 2023.
327. ↑  "Leonardo DiCaprio". Rotten Tomatoes. Lưu trữ bản gốc ngày 15 tháng 9 năm 2019. Truy cập ngày 14 tháng 5 năm 2023.
328. ↑  Dove, Steve (ngày 14 tháng 1 năm 2016). "Leonardo DiCaprio Gets Best Actor Nomination for 2016 Oscars". Academy of Motion Picture Arts and Sciences. Lưu trữ bản gốc ngày 10 tháng 10 năm 2019. Truy cập ngày 14 tháng 5 năm 2023.
329. ↑  "DiCaprio Finally Wins First Oscar". BBC News. ngày 29 tháng 2 năm 2016. Lưu trữ bản gốc ngày 18 tháng 11 năm 2018. Truy cập ngày 14 tháng 5 năm 2023.
330. ↑  "Leonardo DiCaprio". Hollywood Foreign Press Association. Lưu trữ bản gốc ngày 27 tháng 5 năm 2019. Truy cập ngày 14 tháng 5 năm 2023.
331. ↑  Lodderhose, Diana (ngày 15 tháng 2 năm 2016). "The Revenant, Leonardo DiCaprio Dominate BAFTA Awards". Variety. Lưu trữ bản gốc ngày 4 tháng 2 năm 2021. Truy cập ngày 14 tháng 5 năm 2023.